# Chemnitz Hauptbahnhof
Chemnitz Hauptbahnhof ist der größte Bahnhof der sächsischen Stadt Chemnitz.
Eröffnet wurde die erste Chemnitzer Bahnstation 1852, danach entwickelte sich der Bahnhof recht bald zu einem wichtigen überregionalen Bahnknotenpunkt. Neben dem Personenverkehr war der Bahnhof auch im Güterverkehr lange wichtig. Ende der 1870er Jahre war die Station die einzige in ganz Chemnitz mit Güterverkehr. Seit den 1990er Jahren hat die Bedeutung durch den allgemeinen Verkehrsrückgang, Fernverkehrsverlust und einige Streckenstilllegungen stark abgenommen. 

## Aufbau des Bahnhofs

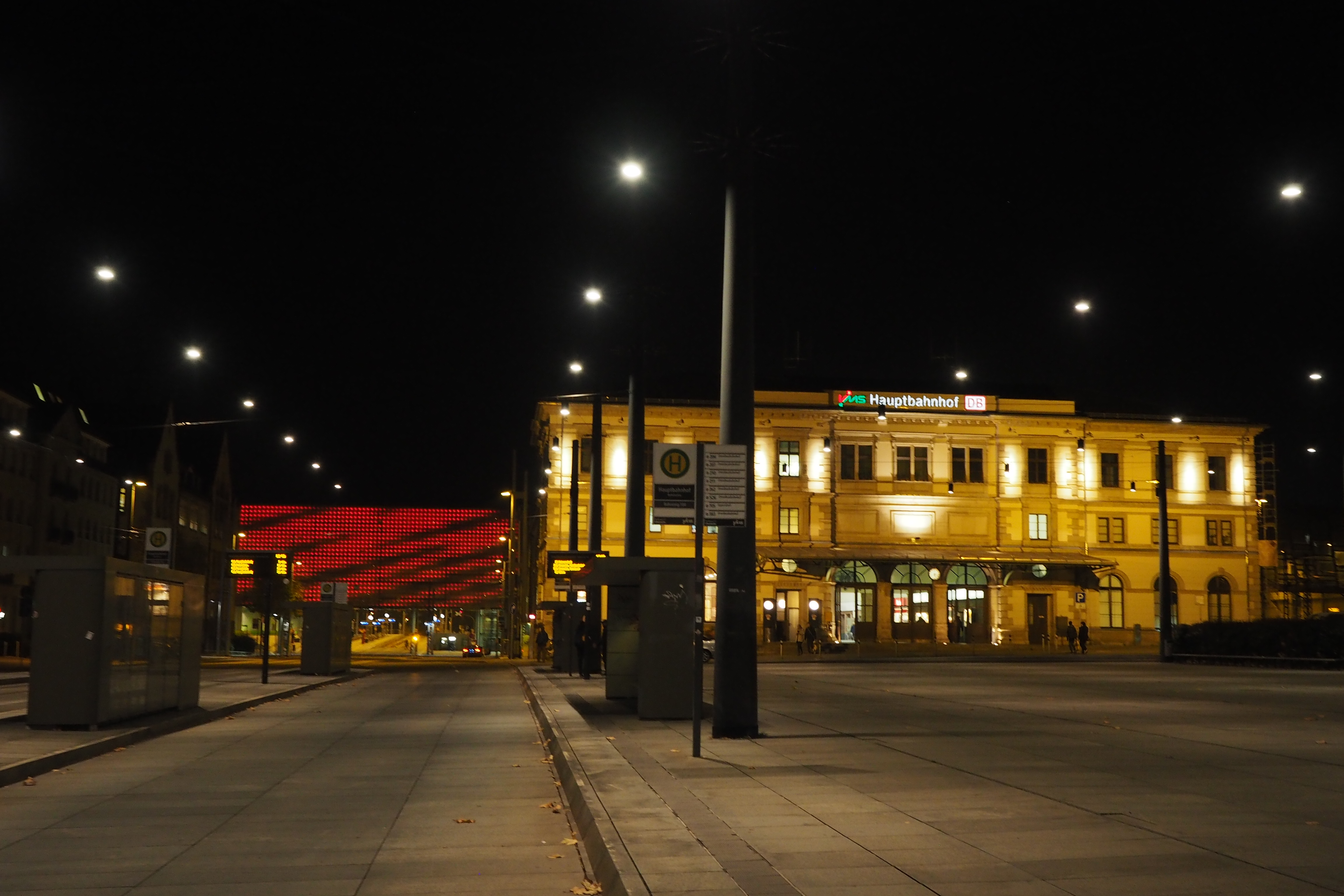
Historistisches Bahnhofsgebäude rechts und Installation auf der Medienfassade von Deborah Geppert, links (2018)

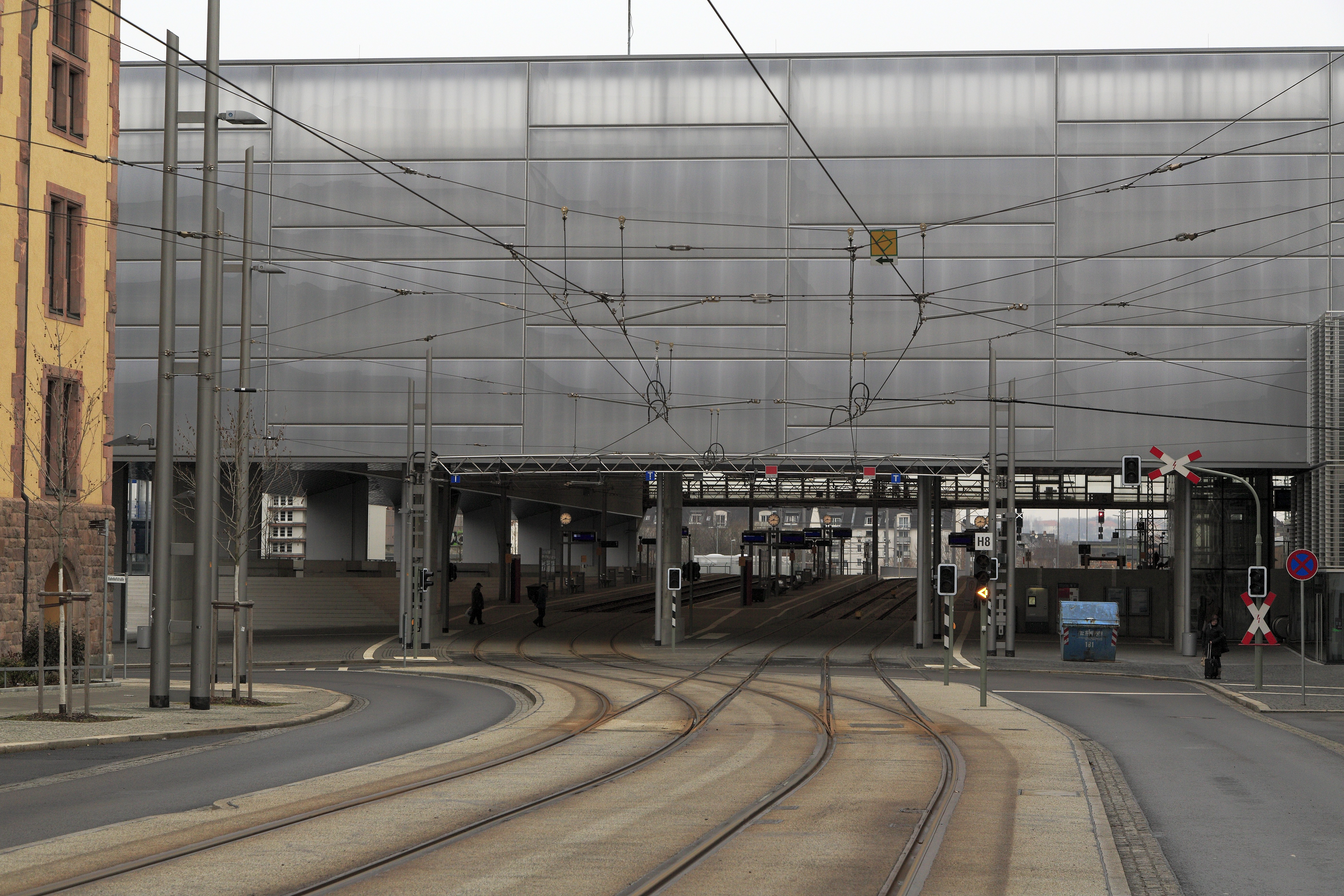
Stadtseitige Fassade der Bahnsteighalle bei Tag

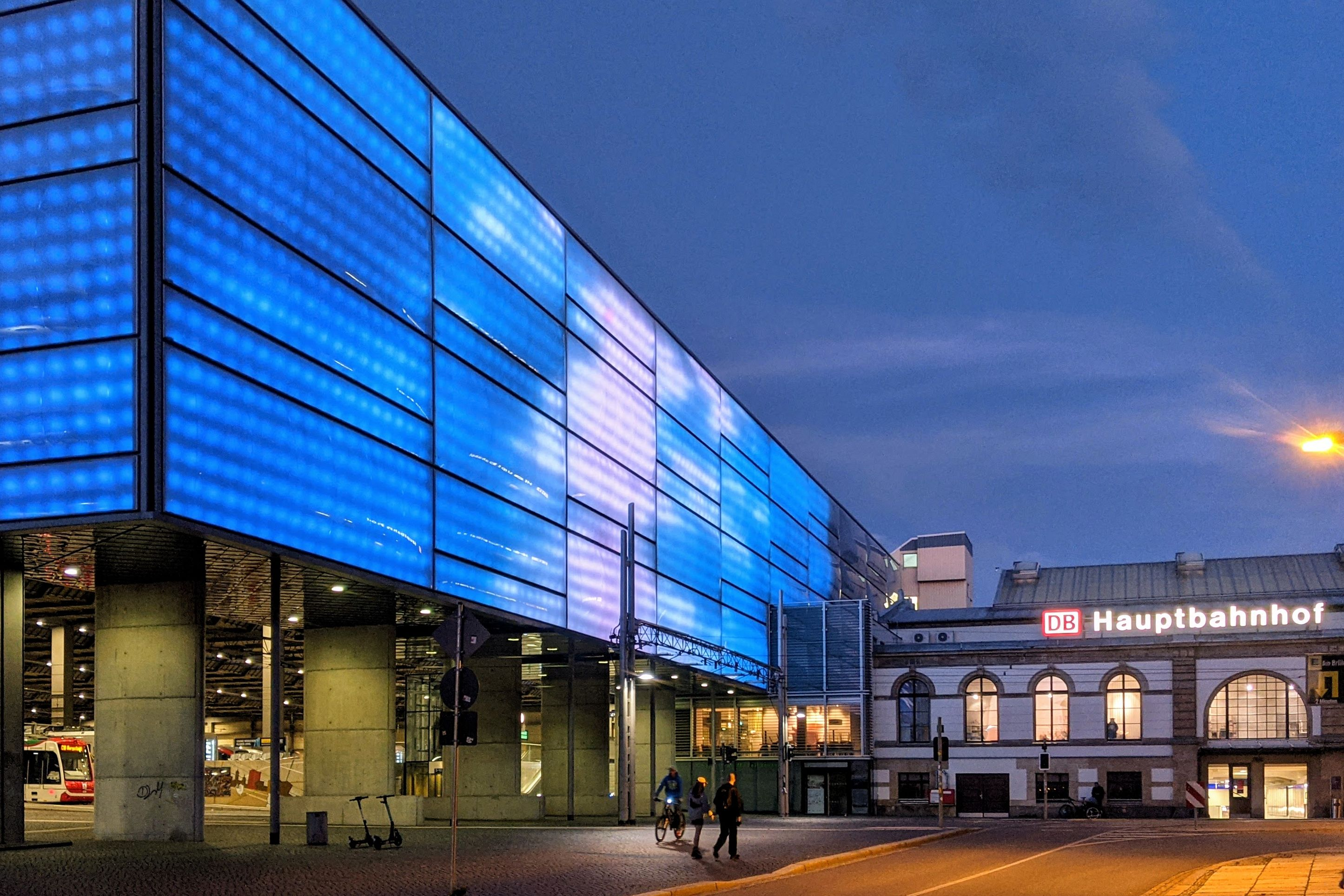
Beleuchtete stadtseitige Fassade der Bahnsteighalle bei Nacht (2021)

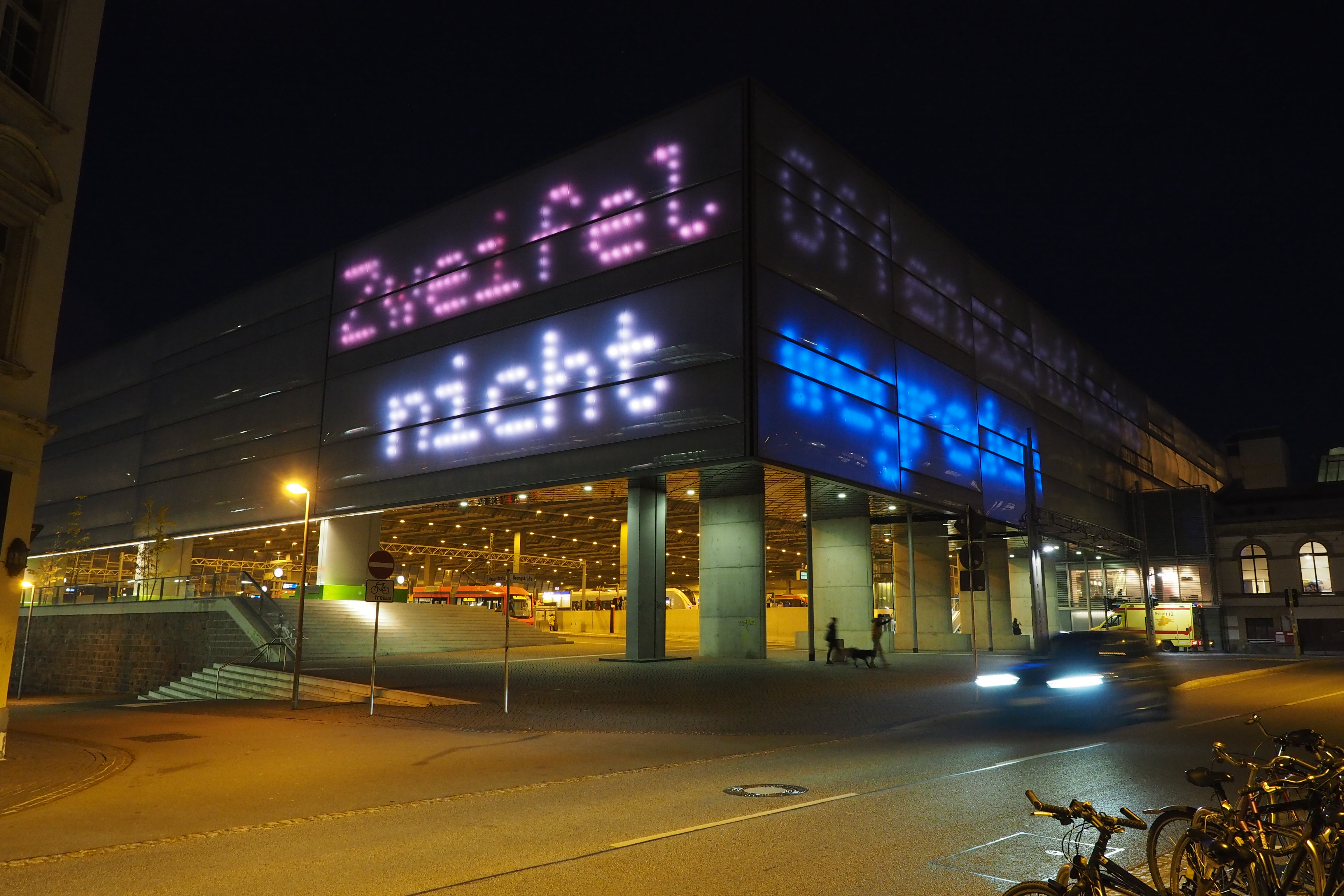
Medienfassade der Bahnsteighalle mit Installation von Antje Meichsner (2018), Ansicht von Ecke Georgstr./Mauerstr.

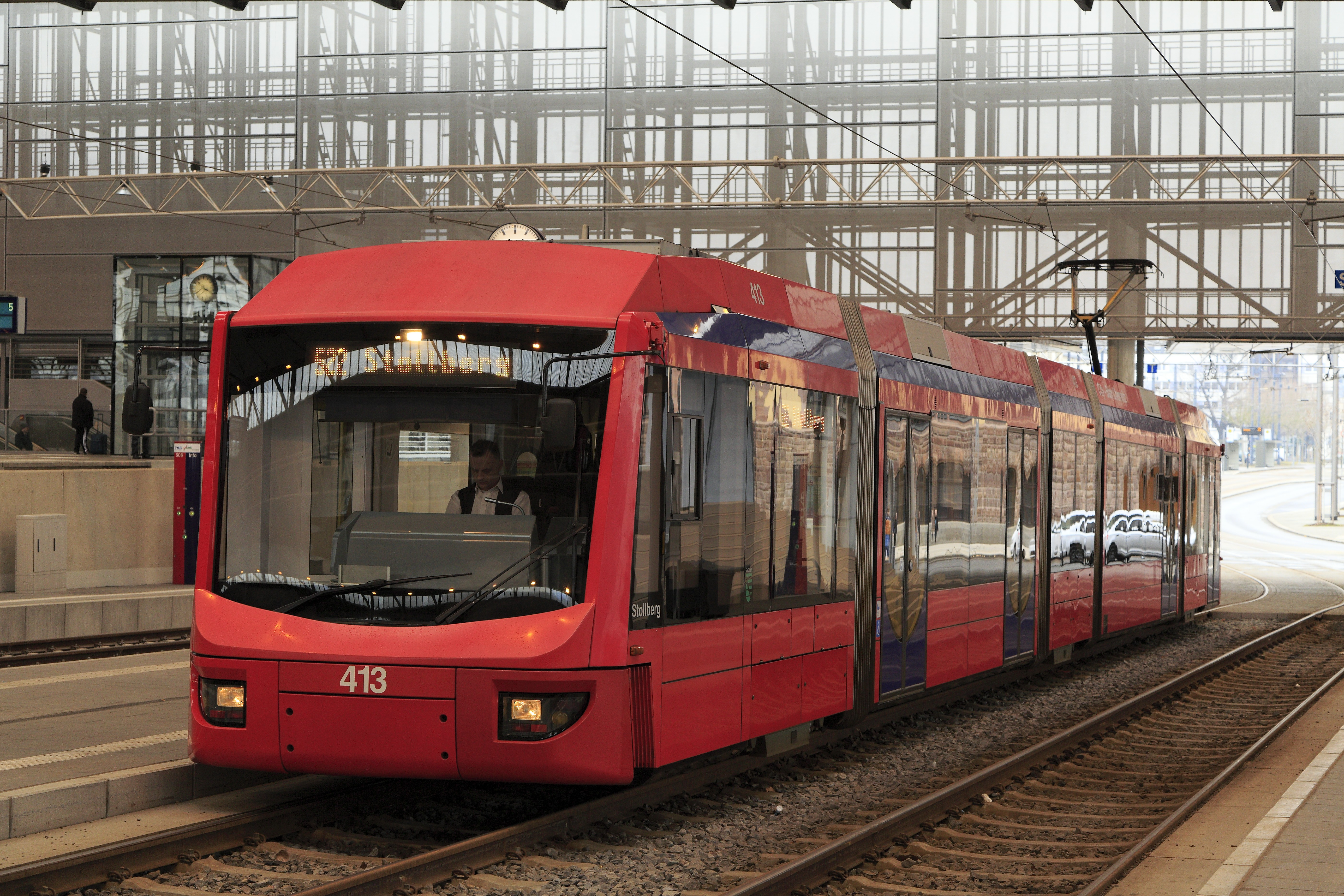
Innenraum mit Straßenbahnzug, Stahlkonstruktion sichtbar durch Stoffabspannung

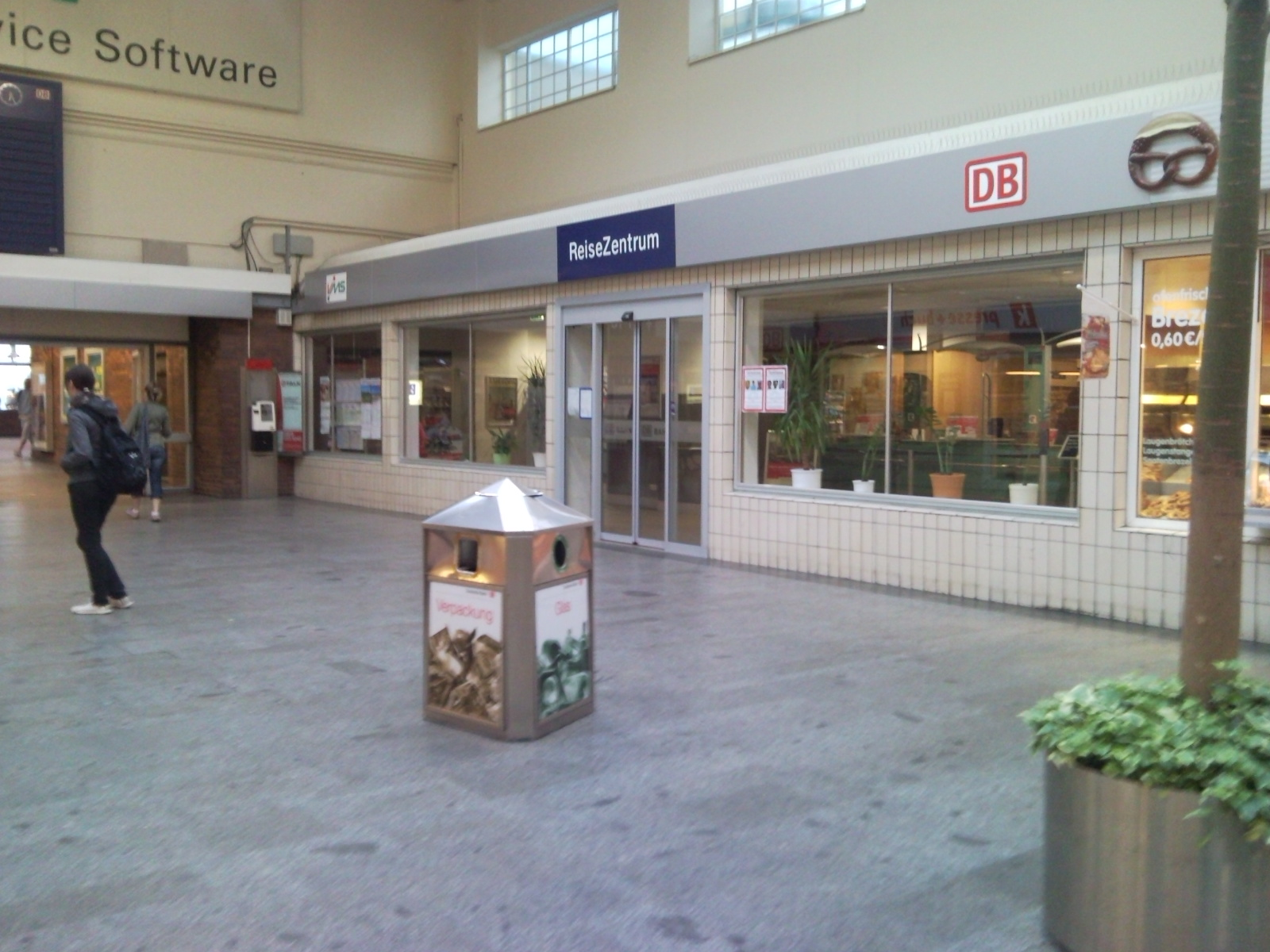
Chemnitzer Reisezentrum im historistischen Altbau (2009)

### Bahnhofsgebäude
Das neobarocke Empfangsgebäude des Chemnitzer Hauptbahnhofs an der Oberen Aktienstraße ist ein typisches Gebäudes des Historismus. Es entstand 1872 am Endpunkt der Strecke von Riesa nach Chemnitz. Umbauten im Innern wurden um 1890 vorgenommen. In diesem betreibt die Bahn mehrere Einrichtungen. Außerdem sind in der Lichthalle einige Geschäfte angesiedelt. Die Eingangshalle (auch Lichthalle genannt) des Chemnitzer Hauptbahnhofs ist 125 Meter lang. Seit seinem Umzug vom Querbahnsteig befindet sich der Warteraum ebenfalls in der Eingangshalle.
Die erste Bahnsteighalle wurde 1910 an das Bahnhofsgebäude angebaut – im Stil der Industriearchitektur, wie ihn z. B. Peter Behrens entwickelte. Diese Halle wurde wegen schwerer Kriegsschäden nach 1970 abgebrochen und in den Jahren 1978–1984 durch einen Ersatzbau nach Entwürfen von Gunther Dreißig und Werner Kluge im Stil der internationalen Moderne ersetzt. Auch diese Halle schließt direkt an das Empfangsgebäude an.
Der stadtseitige Teil der Bahnsteighalle wurde 2002–2016 im Rahmen der Umgestaltung des Bahnhofs nach dem Chemnitzer Modell umgebaut. Den Entwurf gestalteten Grüntuch Ernst Architekten – sie öffneten das Erdgeschoss zur Stadtseite für Straßenbahn und Fußgänger. Sie konzipierten die Fassade als tiefes Stahlgerüst, das nach außen eine Art Fachwerk bildet, das mit halbtransparenten pneumatischen Kissen ausgefüllt ist. Diese Kissen werden permanent mit Luft nachgefüllt. Zum Innenraum der Halle ist das Stahlgerüst mit halbtransparentem Stoff abgespannt, sodass Tageslicht durch die Konstruktion durchdringt, den Raum belichtet und das dahinter liegende Stahlgerüst sichtbar macht. Nach außen hin – zusammen mit dem neu gestalteten Vorplatz – entstand der Eindruck eines Stadtpavillons – im Gegensatz zur vormals geschlossenen Bahnsteighalle. Die umgebaute Halle erhielt mehrfach Auszeichnungen: Den World Architecture Festival Award 2017 im Bereich Transport und den Deutschen Ingenieurbaupreis 2018, sie wurde in Best Architects 17 präsentiert und war auf der Shortlist des Preises für Architektur in Deutschland 2018.
Die Fassade der Bahnsteighalle ist teilweise eine mit LEDs bestückte Medienfassade, und zwar an der Ecke Georgstr./Mauerstr. Diese wurde bis November 2017 von der Künstlergruppe Random International mit der Installation Swarm Study/IX von 2016 bespielt. Ab dem 2. November 2018 lief vorübergehend die Installation 13 Millionen Zustände von Antje Meichsner, Simon Hillme und Deborah Geppert und dem Studenten Carsten Nicolais (HfBK Dresden), im Rahmen der Chemnitzer Medienkunst-Biennale Pochen.
Der Querbahnsteig verbindet die Bahnsteige 5 bis 10 höhengleich und die Bahnsteige 1 bis 4 des Chemnitzer Modells mittels Treppe, Rolltreppe und Fahrstuhl miteinander. Ein Bahnsteigtunnel verbindet die Bahnsteige 10, 11/12 und 13/14 miteinander sowie mit der Empfangshalle. Der Bahnsteigtunnel ist über Treppen sowie mit Aufzügen erreichbar, zudem verbindet er die Bahnsteige mit der Bahnhofstraße und der Georgstraße auf der Westseite des Empfangsgebäudes sowie mit der Dresdner Straße auf der Ostseite der Bahnanlagen.

### Bahnstrecken und -betrieb
Der Bahnhof ist ein Kopf- und Durchgangsbahnhof, dabei sind die Bahnsteige 5 bis 9 Kopfbahnsteige. Diese dienen insbesondere dem Verkehr von und nach Leipzig, Riesa, Annaberg-Buchholz und Olbernhau. Die durchgängigen Bahnsteiggleise 1 bis 4 gehören seit dem Umbau von 2011 bis 2014 als Teil der durch die Bahnsteighalle verlängerten Wendeschleife zum Straßenbahnnetz. Die Gleise 1 und 2 werden von den Straßenbahnzügen der CVAG und der City-Bahn Chemnitz Richtung Stollberg (Sachs) genutzt, während die Gleise 3 und 4 den Übergang der City-Bahn-Züge in das Eisenbahnnetz ermöglichen. Die durchgängigen Bahnsteiggleise 10 bis 14 sind Teil der Bahnstrecke Dresden–Werdau bzw. der Bahnstrecke Chemnitz–Adorf und verbinden Chemnitz in östlicher Richtung mit Freiberg und Dresden sowie in westlicher Richtung mit Aue, Thalheim, Zwickau und Hof. Die Bahnsteige 11 bis 14 sind durch eine Unterführung zu erreichen, mit der Bahnhofshalle verbunden und auch über Aufzüge erreichbar. Der ehemalige Bahnsteig 15/16, an dem zuletzt die Züge der Erzgebirgsbahn Richtung Thalheim/Erzgeb. und Aue, bis zur Einführung des Chemnitzer Modells auch nach Stollberg/Erzgeb., verkehrten, befand sich außerhalb der Bahnsteighalle. Er wurde im Oktober 2011 außer Betrieb genommen (s. u.) und anschließend abgebrochen.

## Geschichte

### Bahnhofsname
Der Bahnhof trug während seiner Betriebszeit schon vier unterschiedliche Namen, im Einzelnen waren dies:
- bis zum 30. April 1904: Chemnitz
- bis zum 30. Juni 1911: Chemnitz Hauptbahnhof
- bis zum 9. Mai 1953: Chemnitz Hbf
- bis zum 29. Mai 1990: Karl-Marx-Stadt Hbf
- seit dem 30. Mai 1990: Chemnitz Hbf

### Anfänge

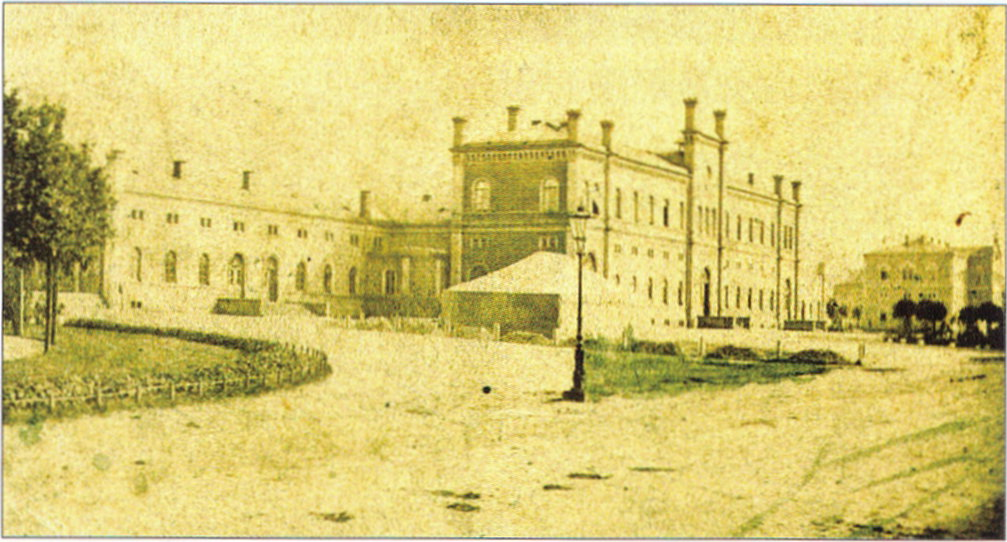
Das erste Bahnhofsgebäude von Chemnitz im Jahr 1854

1836 wurde in Chemnitz die Erzgebirgische Eisenbahngesellschaft gegründet, um eine Bahnstrecke von Riesa nach Zwickau zu errichten, die 1852 bis Chemnitz eröffnet wurde. Fertiggestellt war der Abschnitt Mittweida–Chemnitz zwar schon ab 1848, allerdings fehlte zwischen Waldheim und Mittweida noch ein Streckenstück (die sogenannte „Bankrottmeile“). Die Chemnitz-Riesaer Eisenbahn wurde am 1. September 1852 von König Friedrich August II., von Riesa auf der neuen Strecke angereist, eröffnet. Am Eröffnungstag fand auch eine eigens durchgeführte Gewerbeschau statt. Durch die Bahnstrecke erhielt Chemnitz eine Anbindung an die erste deutsche Fernbahnstrecke Leipzig–Dresden.
Der Bahnhof wurde außerhalb der Bebauung nordöstlich der Stadt auf den sogenannten Stadtfeldern angelegt. Der eröffnete Kopfbahnhof war aber noch bescheiden ausgeführt, es gab nur einen Güterschuppen südöstlich der Gleisanlagen. Der Güterschuppen besaß auch einen „Wartesaal“ mit nur zwei Fenstern, weil kein Empfangsgebäude gebaut worden war.
Ein richtiges Empfangsgebäude wurde zwei Jahre später gebaut, das im normannischen Stil errichtete, zweigeschossige Gebäude war rund 55 Meter lang. Hinzu kam ein Vorgebäude von 177 m Richtung Bahnsteig. Es war vorsorglich in Seitenlage errichtet worden, um einen Weiterbau Richtung Zwickau zu erleichtern. Auch ein Bahnsteigdach, gehalten von 19 gusseisernen Säulen, wurde erbaut.

### Ausbau der Bahnanlagen

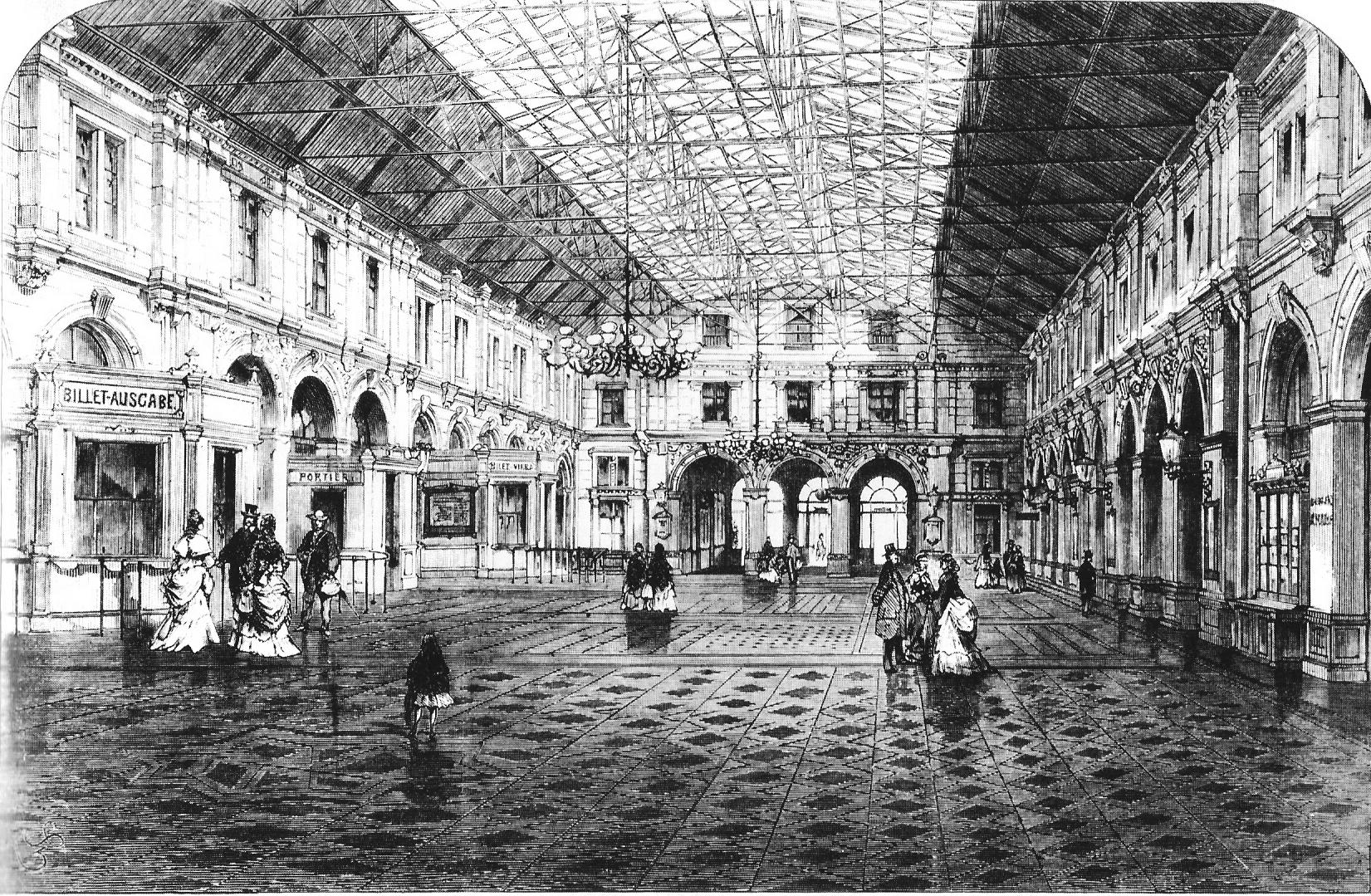
Empfangshalle des Bahnhofs Chemnitz (1873)

Am 15. November 1858 wurde mit der Verlängerung der Bahnstrecke nach Zwickau der Nikolaibahnhof (heute Bahnhof Chemnitz Mitte) als zweiter Chemnitzer Bahnhof eröffnet und der erste Bahnhof erhielt den Namen Centralbahnhof. Zuvor waren zwischen 1854 und 1858 die Bahnhofsanlagen erheblich erweitert worden. Im selben Zeitraum wuchs die Stadt langsam um den Bahnhof herum. Während nordwestlich entlang der Königstraße (heutige Straße der Nationen) zahlreiche Villen und einige Parkanlagen entstanden, wurde südöstlich der Gleise in den 1860er Jahren der Sonnenberg mit einfachen Mietskasernen für Arbeiter bebaut. Der Chemnitzer Bahnhof bildete somit eine Teilung in sozialer und städtebaulicher Hinsicht. An der Königsstraße wurde aber auch die erste Chemnitzer Fabrik mit eigenem Anschlussgleis – eine Aktienspinnerei – gebaut.
Zwischen 1858 und 1866 wurden zunächst die Anlagen für den Güterverkehr ausgebaut. Dies löste aber die Probleme nur bedingt, da sich zahlreiche Firmen in Chemnitz im südwestlichen Raum angesiedelt hatten. So kritisierten schon zu dieser Zeit zahlreiche Industrielle die ungünstige Lage des Bahnhofs. Man versuchte mit einer Petition, der sich auch Richard Hartmann anschloss, die Regierung zum Bau eines zweiten Bahnhofs im Südwesten zu bewegen. Die Regierung lehnte aber ab. Nachdem 1866 die Strecke nach Annaberg eröffnet worden war, musste der Bahnhof erneut erweitert werden, da auch der Streckenbau Richtung Freiberg vor dem Abschluss stand. 1868 wurde mit den Baumaßnahmen zur Kapazitätssteigerung im Personenverkehr begonnen. Es entstand eine Drehscheibe an den stumpf endenden Bahnsteiggleisen, um die Lokomotiven umsetzen zu können. Es wurde auch ein vollkommen neues Empfangsgebäude mit großer Haupthalle errichtet, 1872 war dieser Neubau fertig. Die Güterverkehrsanlagen wurden auch entsprechend vergrößert, der Großteil befand sich weiterhin auf der Südostseite. Ganz im Norden lag der Kohlenbahnhof, der vom nachfolgenden Produktenbahnhof durch die Unterführung der Wettinerstraße getrennt war. Ganz im Süden befanden sich die Güterschuppen sowie eine Rampe mit Kränen für schwere Maschinenteile. Die Viehverladung war separat auf der Nordwestseite angeordnet. Schon vor dem Ende des Umbaus waren neue Strecken eröffnet worden, 1869 die Strecken nach Dresden und Hainichen sowie 1872 nach Leipzig und Limbach. Anschließend folgten die Eröffnungen der Eisenbahnstrecken nach Adorf 1875 und 1875 nach Marienberg/Reitzenhain. Einzig die Einmündung der Bahnstrecke Chemnitz–Adorf der vom sächsischen Staat übernommenen privaten Chemnitz-Aue-Adorfer Eisenbahn-Gesellschaft bedingte noch eine kleine Veränderung der Bahnhofsanlagen, ansonsten blieb der Personenverkehrsbereich bis um 1900 im Wesentlichen unverändert.
Da insbesondere im Güterverkehr nach der Reichsgründung 1871 ein starker Transportzuwachs zu verzeichnen war, wurde auf Drängen der Fabrikbesitzer 1880 an der Bahnstrecke Dresden–Werdau der Chemnitzer Kohlenbahnhof eröffnet, damit wurde der erste Chemnitzer Bahnhof wesentlich entlastet. Nach einer kurzen Rezession am Ende der 1870er Jahre stiegen die Transportleistungen danach aber weiter an. Somit war eine neue Erweiterung im Güterverkehrsteil notwendig. 1885 kaufte die Staatsbahn ein etwa vier Hektar großes Areal südöstlich der Gleise, denn dies war die letzte freie Fläche, auf der der Bahnhof erweitert werden konnte. Im nachfolgenden Jahr begannen die Bauarbeiten, die 1888 abgeschlossen wurden.

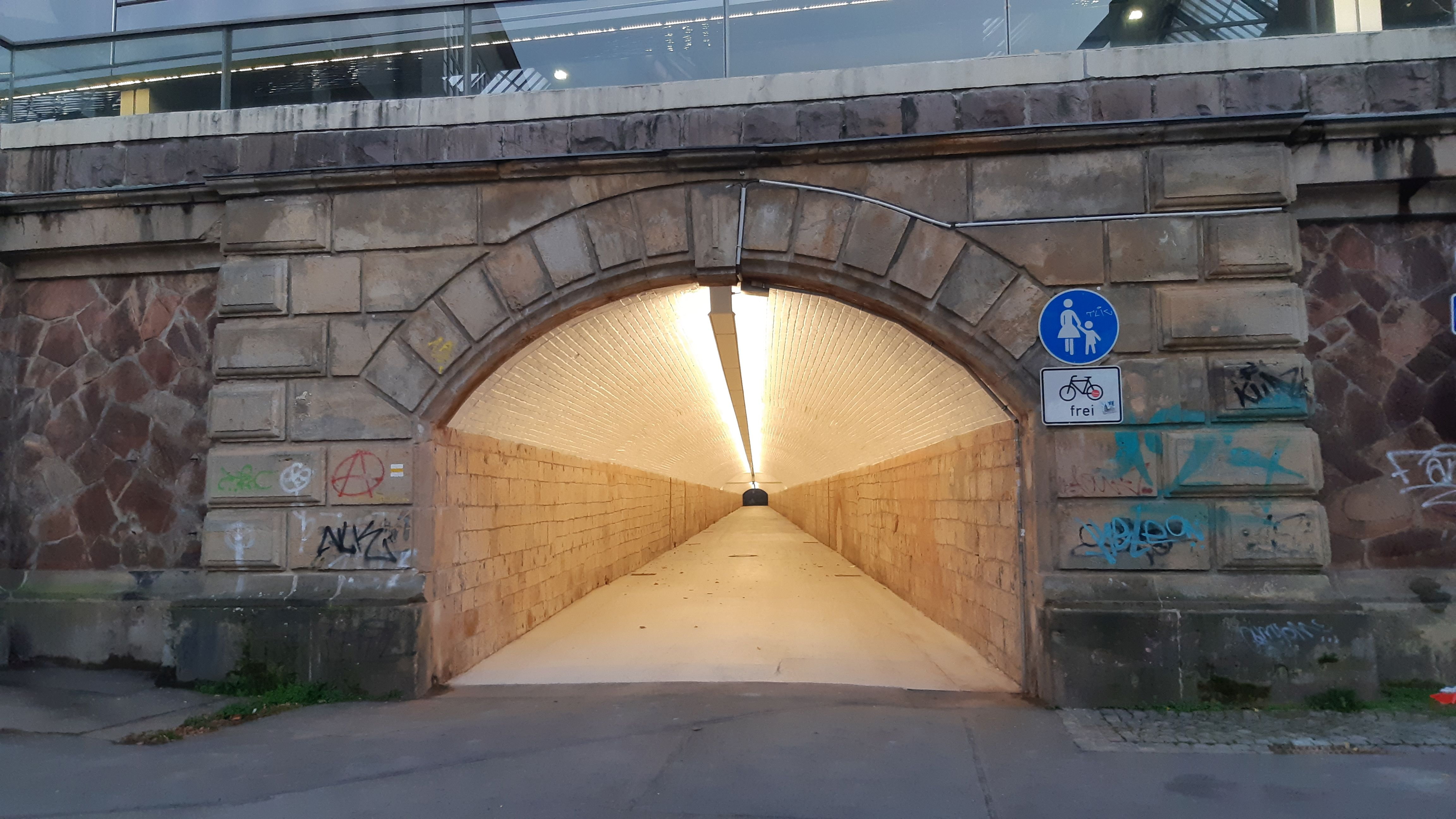
„Bazillenröhre“ nach der Sanierung 2021, Blick von der Minna-Simon-Straße

Da der Bahnhof mittlerweile eine gewaltige Länge erreicht hatte, stellte er ein großes Verkehrshindernis für die Stadt dar. Außer einem Bahnübergang am Dresdner Platz und der Unterführung der Wettinerstraße war auf über einen Kilometer Länge keine Verbindung zwischen beiden Bahnhofsseiten vorhanden. Eine zunächst angedachte Fußwegüberführung wurde aus Sicherheitsgründen rasch wieder verworfen, man einigte sich recht bald auf eine neue Unterführung. Da die Stadt nicht ausreichend Kapital aufbrachte, wurde das Vorhaben jahrelang verschoben. Erst mit dem Ausbau der Güteranlagen wurde das Projekt erneut aufgenommen, einerseits beteiligte sich die Staatsbahn mit 80 000 Mark, andererseits war durch die Bauarbeiten der Anlass geeignet. Die restlichen Kosten in Höhe von etwa 155 000 Mark wurden komplett von der Stadt getragen. Im November 1887 begannen die Bauarbeiten, der 217 m lange Tunnel führte fast rechtwinklig zu den Gleisen unter den Bahnsteigen hindurch. Die lichte Höhe des 5 m breiten Tunnels betrug 3,5 m. Die Gewölbedecke lag etwa einen Meter unter den Gleisen, somit waren nachträglich Veränderungen an den 30 Betriebsgleisen problemlos möglich. Zur Kosteneinsparung wurden 13 Oberlichter eingebaut, da man die Tunnelröhre nicht ständig beleuchten wollte. Geöffnet war die Unterführung nur für Personen, ein Ausbau für den Fahrzeugverkehr war aus finanziellen und technischen Gründen nicht möglich. Am 2. Januar 1889 wurde die Unterführung eröffnet. Da der Weg rege genutzt wurde, wurde die sechsstündige nächtliche Schließzeit bald abgeschafft. Vom Volksmund erhielt der Tunnel die Bezeichnung „Bazillenröhre“. Das Video zum Lied Schüsse in die Luft der Chemnitzer Band Kraftklub wurde komplett in der „Bazillenröhre“ gedreht.

### Bahnhofsumbau in den 1900er Jahren

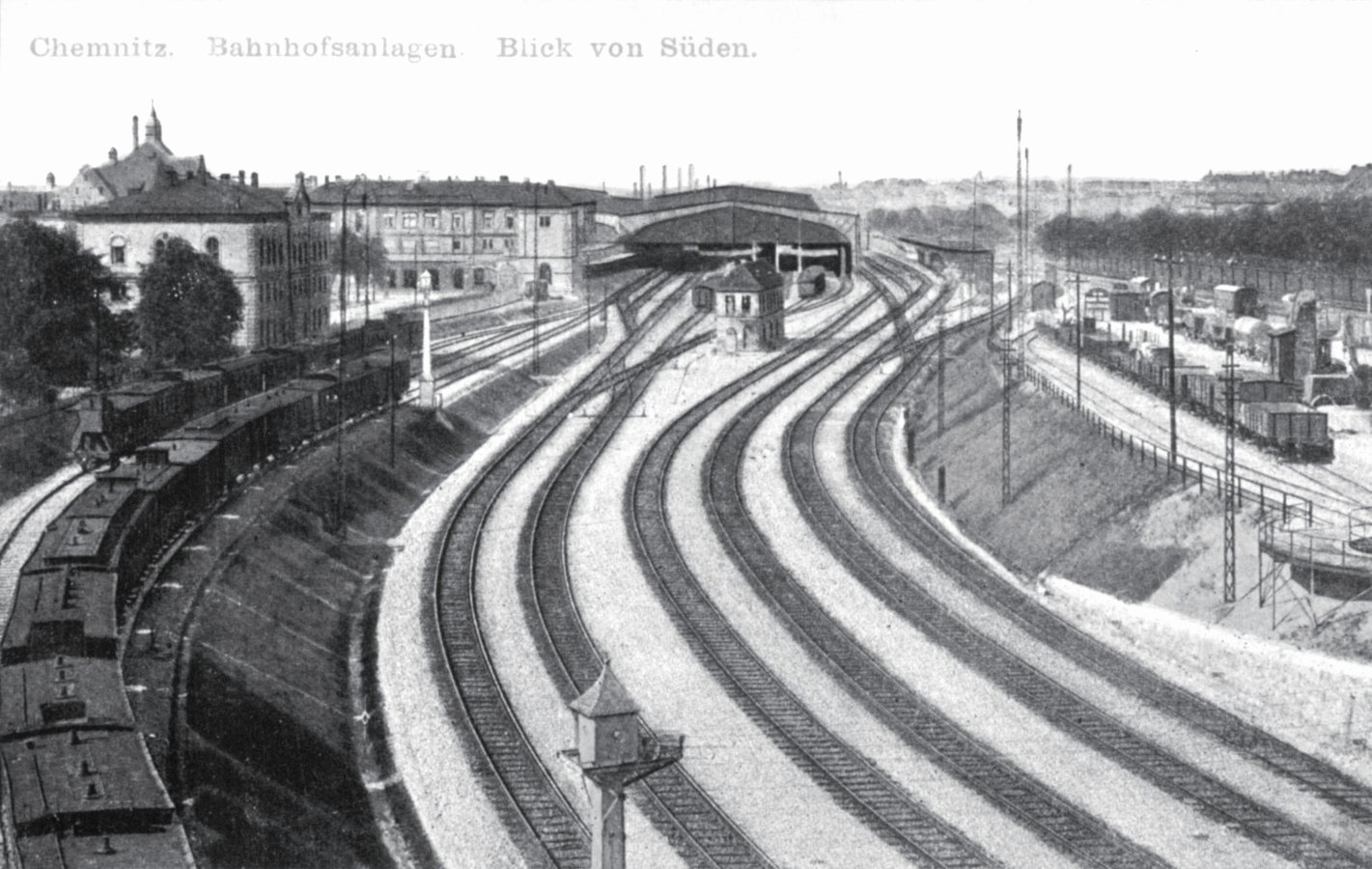
Westkopf des Chemnitzer Hauptbahnhofes um 1910, rechts neben der Bahnsteighalle die Bahnsteiggleise 15/16 für die Strecken nach Adorf und Stollberg, vorne die sechs tiefergelegten Gleise zum Bahnhof Chemnitz Süd

Da auch nach der Erweiterung der Verkehr weiter anstieg, entschloss man sich vor der Jahrhundertwende zu einer umfassenden Veränderung der Bahnanlagen. Auch der niveaugleiche Übergang am Dresdner Platz wurde zum Problem, da hier ein Bahnbediensteter mit Warnfahne und Glocke vor jedem Zug herlaufen musste. So wurde der Rangierbahnhof Hilbersdorf südlich des Werkstättenbahnhofs gebaut, um den Güterverkehr im Hauptbahnhof zu entlasten. Der Rangierbahnhof wurde 1902 eröffnet. Ab 1903 wurde der östliche Bahnhofskopf tiefergelegt, da die Strecke Dresden–Werdau zwischen dem Hauptbahnhof und Kappel grundlegend umgebaut wurde. Dabei entfiel auch der Bahnübergang am Dresdner Platz. Auch wurden die Anlagen für den Personenverkehr vergrößert, da mit der 1895 eröffneten Bahnstrecke nach Stollberg (die im Bahnhof Chemnitz Süd ausfädelte) und der 1902 eröffneten Strecke nach Wechselburg (begann im Bahnhof Küchwald) der Personenverkehr im Hauptbahnhof weiter gestiegen war. 1907 wurden die neuen Bahnsteige eröffnet, für den Durchgangsverkehr waren nun fünf Gleise vorhanden, zwei weitere (Bahnsteig 15/16) dienten dem Verkehr Richtung Aue/Adorf und Stollberg. Zudem wurde die Drehscheibe bei den Stumpfgleisen ausgebaut, dort waren nun neun Bahnsteige vorhanden. Das Empfangsgebäude wurde nur unwesentlich vergrößert, es wurde nur die sogenannte Textilhalle – der kleine Lichthof an der Nordostseite – errichtet, allerdings wurde innerhalb des Gebäudes die Raumanordnung erheblich verändert. Auffälligste Veränderung war der Bau der 174 m langen Bahnsteighalle vom Oktober 1906 bis zum September 1909. Das 14 m hohe und 150 m breite Bauwerk überspannte 20 Gleise, einzig der Bahnsteig 15/16 erhielt eine eigene Überdachung. Die Halle wurde von vier Stützreihen getragen, eine Beleuchtung war nicht nötig, da neben den Glasfronten an den Wänden auch 18 Oberlichter eingebaut wurden. Insgesamt koste der Umbau des Eisenbahnknotens Chemnitz bei laufenden Betrieb rund 33 Millionen Mark, von denen die Stadt etwa 10½ % bezahlen musste.

### Zwischenkriegszeit und Zweiter Weltkrieg
Am 8. August 1919 kam es auf dem Gelände des Hauptbahnhofs zum Chemnitzer Blutbad. Das brutale Vorgehen der Armee gegen demonstrierende Arbeiter forderte 38 Menschenleben, zahlreiche Demonstranten wurden zum Teil schwer verletzt.
In den 1920er Jahren stabilisierten sich die Verkehrsverhältnisse nach den Wirren am Ende des Ersten Weltkriegs und den ersten Nachkriegsjahren wieder. Damit beschäftigte man sich wieder mit betrieblichen Optimierungen. Zu dieser Zeit hatte der Chemnitzer Hauptbahnhof eine höhere Belegung als der Leipziger Hauptbahnhof. Ein besonderes betriebliches Hindernis bildete eine fehlende niveaufreie Kreuzung für Güterzuge von und nach Leipzig bzw. Riesa. Diese mussten, um auf die Ostseite zu gelangen, die drei Hauptstrecken im Personenverkehr kreuzen. Zudem fehlte ein Abstellbahnhof, da nur rund 10 % aller Personenzüge nicht im Bahnhof endeten oder begannen. Für 8 Millionen Reichsmark wurde daher ab 1926 der Hauptbahnhof erneut aus- und umgebaut. In Chemnitz-Furth entstand ein dringend benötigter Abstellbahnhof, weiterhin wurden die Fahrstraßen grundlegend verändert. Auch einige Stellwerke wurden neu gebaut, allerdings endeten die Baumaßnahmen mit dem Beginn des Zweiten Weltkriegs. Schon vorhandenes Baumaterial wurde stattdessen nach den eroberten Gebieten abtransportiert.
Während des Zweiten Weltkriegs wurde der Bahnhof mehrfach das Ziel alliierter Luftangriffe, die bis Ende Februar 1945 aber im Gegensatz zur restlichen Stadt kaum Schäden anrichteten. So wurde beispielsweise am 6. Februar 1945 ein Wohngebiet südlich des Hauptbahnhofs bombardiert, da die vorher abgeworfenen Zielmarkierungen durch starken Wind den Hauptbahnhof verfehlten. Bereits im Oktober 1944 hatte ein abgestürztes deutsches Flugzeug den Südteil des Empfangsgebäudes beschädigt. Beim Angriff am 5. März 1945 wurde auch der Hauptbahnhof schwer getroffen, Teile des Empfangsgebäudes brannten aus und zahlreiche Scheiben der Bahnhofshalle wurden zerstört.

### Nach dem Zweiten Weltkrieg
Nach dem Zweiten Weltkrieg wurden die Schäden nur langsam repariert, da es an Material, Geld und Arbeitskräften fehlte. Die fehlenden Scheiben wurden durch Holzabdeckungen ersetzt. Erst Mitte der 1950er Jahre wurden die zwei Lichthöfe des Empfangsgebäudes instand gesetzt, trotz Beschwerden der Bevölkerung wurde die Bahnsteighalle jedoch nicht repariert.
Ebenfalls in den 1950er Jahren entstanden für den Chemnitzer Hauptbahnhof – wie für andere große Bahnhöfe in der DDR – Entwürfe für eine komplette Neugestaltung der Gebäude und des Umfeldes. Dieses Vorhaben wurde aber nicht realisiert. 1954 verschwanden gut erhaltene bauplastische Elemente im Inneren des Empfangsgebäudes hinter Kunststoffplatten (bzw. Keramik, ab 1972). 1959 überdeckte eine DDR-Wirtschaftswerbung über den Durchgang zur Haupthalle das in den dreißiger Jahren des vorigen Jahrhunderts erstellte Monumentalgemälde „Chemnitz, das Tor zum Silbernen Erzgebirge“ (von Armin Leonhardt). Sowohl Werbung als auch Monumentalgemälde sind seit 1989 ersatzlos verschwunden.
Der Lokomotivrauch sowie Klimaeinflüsse verschlechterten den baulichen Zustand der nur provisorisch ausgebesserten Bahnhofshalle in den folgenden Jahrzehnten weiter. Nachdem ein Gutachten schließlich ernsthafte Bauschäden aufdeckte, wurde die Halle zwischen Januar und Dezember 1972 abgetragen. Dabei fielen 1700 t Schrott an.

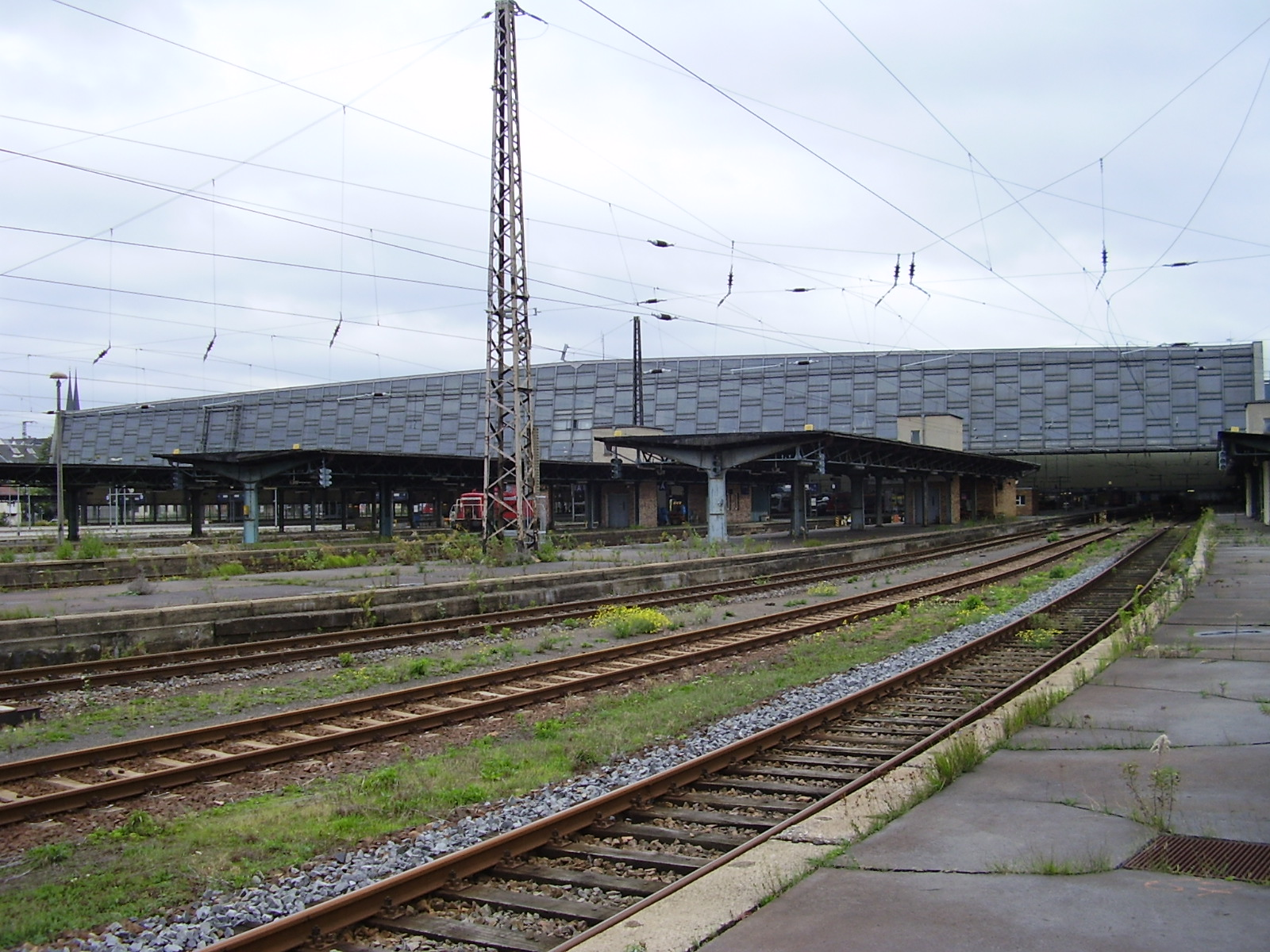
Die Bahnhofshalle von 1976

Der Neubau begann 1973, der ursprüngliche Fertigstellungstermin der zwei Haupthallen zum 7. Oktober 1974 – dem 25. Jahrestag der DDR – konnte jedoch nicht eingehalten werden. Erst 1976 wurde die Konstruktion vollendet. Die zweischiffige Halle war freitragend ausgeführt, beide etwa 13 m hohen Hallenteile waren 148 m lang, eines 72 m, das andere 66 m breit. Im Südwesten schloss sich ein dritter, 69 m langer und 52 m breiter Hallenteil an, der die durchgehenden Gleise überdeckte. An der Nordwestseite schloss sich eine schmale Überdachung des ersten Bahnsteigs an. Insgesamt überdachte die Halle mehr als 25 000 m², dennoch wurden die zwei Haupthallenteile auf der Nordostseite etwa 78 m kürzer als geplant ausgeführt. Auf weitere, der Halle angeschlossene niedrige Bahnsteigdächer konnte an dieser Seite somit nicht verzichtet werden. Der Bahnsteig 15/16 behielt ebenfalls sein einzelnes Bahnsteigdach. Mit dem Winterfahrplan von 1974/1975 erreichten bzw. verließen täglich nahezu 300 Personenzüge den Hauptbahnhof in Karl-Marx-Stadt.
Ab 1976 verdichtete die Reichsbahn das Zugangebot des Stadt- und Vorortverkehrs auf der wichtigsten, den Hauptbahnhof bedienenden Strecke zwischen Freiberg und Glauchau und führte einen angenäherten Taktfahrplan ein. Von 1984 bis 1992/1993 verkehrte das Städteexpress-Zugpaar 172/175 Fichtelberg zwischen dem Hauptbahnhof und Berlin-Lichtenberg.
Weiterhin wurde 1978/79 die bis zu den Außenbahnsteigen reichende Gleisfreimeldebrücke fertiggestellt. Die Bauarbeiten am modern wirkenden dreigeschossigen Querbahnsteiganbau, ebenfalls im Stile der Bahnsteighalle gehalten, dauerten bis in die 1980er Jahre. Auch der Hauptteil des Empfangsgebäudes sollte aufgestockt, umgebaut und modernisiert werden. Dazu kam es ebenso wie der Bau eines Zugangs von der Südostseite mit eigenem Empfangsgebäude nicht mehr. Auch die in die Hallenschürzen eingebauten, beleuchteten Gleisnummernanzeigen mit Signalnachahmern und Bremsprobesignalen, die stahlbaumäßig noch immer vorhanden sind, gingen nie in Betrieb.

### Bedeutungsrückgang und Entwicklung zum Regionalbahnhof

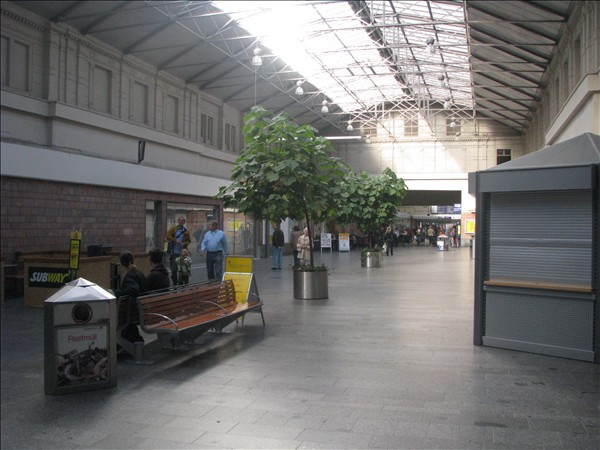
Empfangshalle des Bahnhofs Chemnitz (2008)

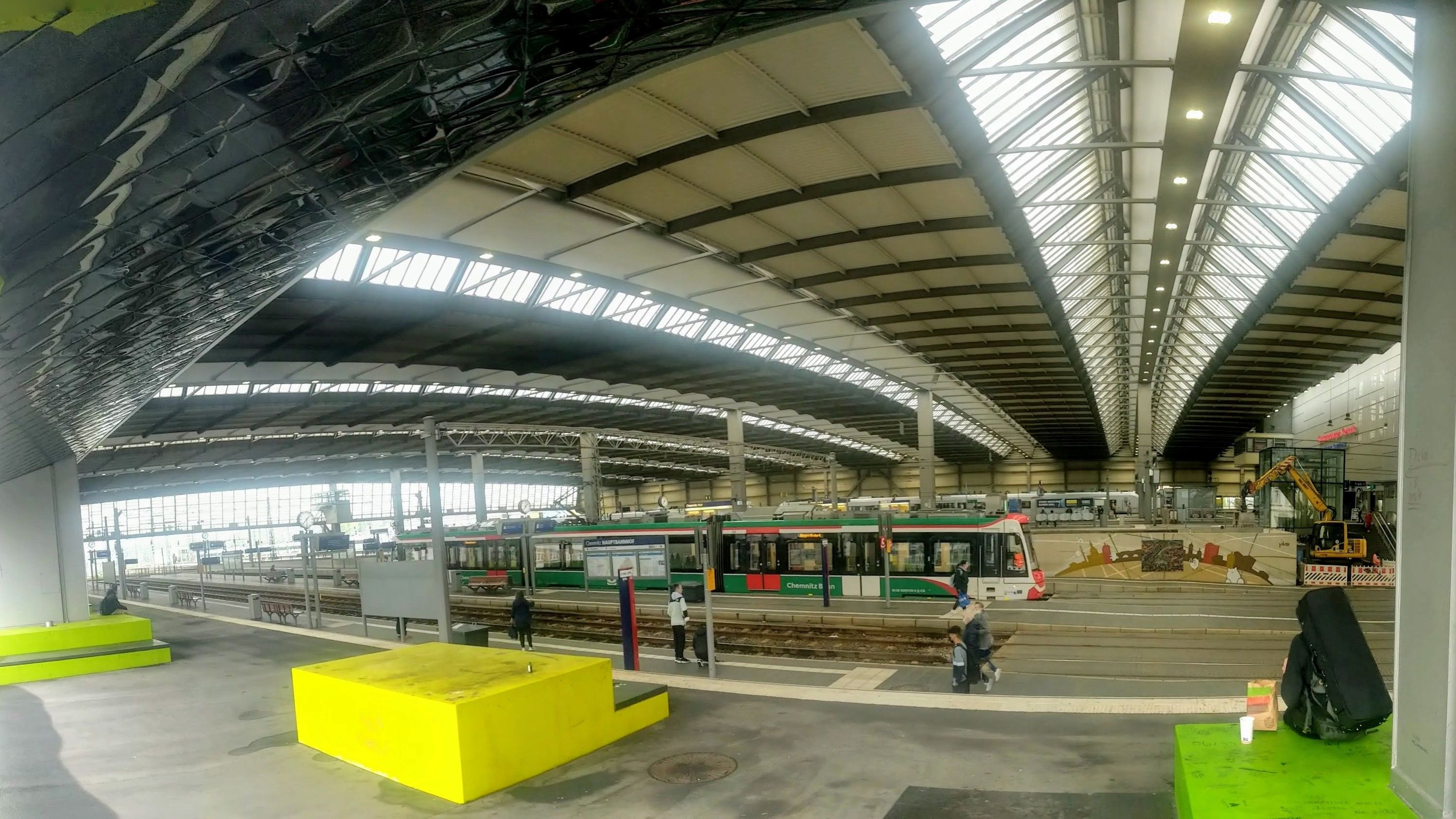
Bahnsteighalle (2021)

Von 1992 bis 1994 wurde die Bahnsteighalle saniert.
Das Angebot des Schienenpersonenfernverkehrs (SPFV) wurde nach der Wende zunächst vom bisherigen Schnellzugverkehr auf im Takt fahrende Interregio-Züge (IR) umgestellt. Chemnitz wurde zunächst von drei IR-Linien bedient:
- Chemnitz – Riesa – Berlin – Rostock (vereinzelt nach Magdeburg / Stralsund / Binz / Barth)
- Dresden – Chemnitz – Hof – Nürnberg – Stuttgart – Karlsruhe (alternierend Hof – Regensburg – München – Oberstdorf)
- Chemnitz – Gera – Erfurt – Kassel – Paderborn – Hamm – Duisburg (– Düsseldorf / – Aachen)

Ab 2001 erhielt Chemnitz mit der die bisherige IR-Linie ersetzende und von der DB-Baureihe 605 (ICE-TD) bedienten ICE-Linie Dresden–Chemnitz–Nürnberg Anschluss an das Netz der Intercity-Express-Linien. Nach anhaltenden technischen Problemen stellte die DB AG die Linie auf mit in Fernverkehrsfarben lackierte Triebwagen der DB-Baureihe 612 um, die Verbindung wurde nicht mehr als ICE-, sondern als IC-Linie eingestuft. Teilweise gab es auch IC-Tagesrandzüge von und nach Köln oder Flensburg über Hamburg. Der letzte Planhalt eines IC erfolgte am 9. Dezember 2006 (IC 2169 Nürnberg–Dresden). Die letzte in Deutschland betriebene IR-Linie zwischen Berlin Zoo und Chemnitz Hbf wurde am 28. Mai 2006 eingestellt (seitdem gibt es diese Zuggattung bei der DB nicht mehr).
Von 2006 bis zum 11. Juni 2022 wurde Chemnitz von Fernzügen der DB AG nicht mehr angefahren, es hielten ausschließlich Regionalzüge. Der Ballungsraum Chemnitz-Zwickau (1,2 Mio. Einwohner) war damit die einwohnerstärkste Region Deutschlands ohne DB-Eisenbahnfernverkehr. Die Vogtlandbahn betrieb von 2005 bis 2012 mit dem Vogtland-Express eine Fernverbindung zwischen Plauen oberer Bf und Berlin Ostbahnhof. Diese Verbindung wurde zum 15. Februar 2009 eingestellt, aber am 8. April 2009 wieder aufgenommen. Die hohen Kosten, aufgrund der die Verbindung aus dem Angebot gestrichen werden sollte, konnten auch nicht von um 2 Euro erhöhten Fahrpreisen ausgeglichen werden. Trotzdem entschied sich die Vogtlandbahn für die Wiederaufnahme der Linie. 2012 wurde sie erneut eingestellt und zunächst durch den eigenwirtschaftlich betriebenen Vogtland-Fernbus ersetzt. Zum Jahresende 2015 wurde auch dieser eingestellt.
Im Jahr 2016 passierten täglich rund 11 000 Reisende den Bahnhof, an dem rund 350 Nahverkehrszüge hielten.

## Gegenwärtige Verkehrsanbindung

### Schienenpersonenverkehr
Die Stadt Chemnitz und städtische Interessensgruppen kritisierten lange Zeit die mangelnde Direktanbindung an das deutsche Fernverkehrsnetz, da meist in Leipzig oder Dresden umgestiegen werden muss. Chemnitz war einige Jahre die größte deutsche Stadt ohne Fernverkehrsanschluss. Die Deutsche Bahn kündigte im März 2015 an, Chemnitz 2032 mit zwei Linien in das Intercity-Netz integrieren zu wollen, nämlich Dresden–Hof–Regensburg–München sowie Chemnitz–Gera–Eisenach–Düsseldorf. Als Voraussetzung wurde die Elektrifizierung der Strecken Regensburg–Hof, Weimar–Gera und Gera–Gößnitz genannt. Zum Fahrplanwechsel am 12. Juni 2022 wurde auf Bestellung des VMS wieder eine umstiegsfreie Verbindung nach Berlin eingerichtet. Hierzu verlängerte die Deutsche Bahn täglich je zwei Zugpaare der Intercity-Linie 17 von Dresden über Freiberg (Sachs) nach Chemnitz.
Stand: 9. Juni 2025
| Linie | Fahrtverlauf | Takt (min)                                                             | EVU                                                                |
| ----- | --- | ---------------------------------------------------------------------- | ------------------------------------------------------------------ |
| IC 17 | Chemnitz Hbf – Dresden Hbf – Elsterwerda – Flughafen BER – Berlin Hbf – Neustrelitz Hbf – Rostock Hbf – Warnemünde                             | zwei Zugpaare (täglich)                                                | DB Fernverkehr (zw. Chemnitz und Dresden auch als RE 17)           |
| RE 3  | Dresden Hbf – Freiberg (Sachs) – Chemnitz Hbf – Hohenstein-Ernstthal – Glauchau (Sachs) – Zwickau (Sachs) Hbf – Plauen (Vogtl) ob Bf – Hof Hbf | 60                                                                     | Bayerische Oberlandbahn (unter der Marke Mitteldeutsche Regiobahn) |
| RE 6  | Chemnitz Hbf – Burgstädt – Narsdorf – Geithain – Bad Lausick – Leipzig Hbf                                                                     | 60                                                                     | Transdev Regio Ost (unter der Marke Mitteldeutsche Regiobahn)      |
| RB 30 | Dresden Hbf – Freiberg (Sachs) – Flöha – Chemnitz Hbf – Wüstenbrand – Hohenstein-Ernstthal – Glauchau (Sachs) – Zwickau (Sachs) Hbf            | 60 (Zusätzliche Züge zw. Chemnitz u. Zwickau zur Minute :05 ab Gl. 13) | Bayerische Oberlandbahn (unter der Marke Mitteldeutsche Regiobahn) |
| RB 45 | Chemnitz Hbf – Mittweida – Waldheim – Döbeln Hbf – Riesa (– Elsterwerda)                                                                       | 60                                                                     | Bayerische Oberlandbahn (unter der Marke Mitteldeutsche Regiobahn) |
| RB 80 | Chemnitz Hbf – Flöha – Erdmannsdorf-Augustusburg – Zschopau – Wolkenstein – Annaberg-Buchholz unt Bf (– Cranzahl)                              | 60                                                                     | Erzgebirgsbahn                                                     |
| RB 81 | Chemnitz Hbf – Flöha – Falkenau – Pockau-Lengefeld – Olbernhau                                                                                 | 60                                                                     | Erzgebirgsbahn                                                     |
| C 11  | Chemnitz Hbf – Chemnitz Zentralhaltestelle – Chemnitz-Altchemnitz – Neukirchen-Klaffenbach – Stollberg (Sachs)                                 | 30                                                                     | City-Bahn Chemnitz                                                 |
| C 13  | Aue (Sachs) – Thalheim (Erzgeb) – Chemnitz Technopark – Chemnitz Zentralhaltestelle – Chemnitz Hbf – Burgstädt                                 | 60                                                                     | City-Bahn Chemnitz                                                 |
| C 14  | Thalheim (Erzgeb) – Chemnitz Technopark – Chemnitz Zentralhaltestelle – Chemnitz Hbf – Oberlichtenau – Mittweida                               | 60                                                                     | City-Bahn Chemnitz                                                 |
| C 15  | Chemnitz Technopark – Chemnitz Zentralhaltestelle – Chemnitz Hbf – Niederwiesa – Frankenberg (Sachs) – Hainichen                               | 60                                                                     | City-Bahn Chemnitz                                                 |

Die vormalige Linie RB 89 Chemnitz – Thalheim(Erzgeb) – Aue(Sachs), zuletzt bedient von der Erzgebirgsbahn, verkehrte ab 2018 im Schienenersatzverkehr, da die Strecke über Thalheim nach Aue umfassend für ihre zukünftige Nutzung im Rahmen des Chemnitzer Modells umgebaut wurde. Seit Fertigstellung des Streckenausbaus im Januar 2022 wird diese Linie von der City-Bahn Chemnitz bedient und verkehrt als Durchbindung der Linien C13 und C14 an den Bahnsteigen 3 und 4.

### Städtischer Nahverkehr
Die Buslinien 21 (Ebersdorf–Chemnitz Center (–Limbach-Oberfrohna)) [ab Hst. Hauptbahnhof, Dresdner Straße], 22 (Glösa–Zentralhaltestelle), 23 (Heinersdorf–Neefepark), 31 (Flemmingstraße–Yorckgebiet) [ab Hst. Hauptbahnhof, Dresdner Straße], 32 (Dresdner Straße–Rabenstein, Tierpark), 526 (Bahnersatzverkehr nach Limbach-Oberfrohna), die Straßenbahnlinien 3 (Hauptbahnhof–Technopark) und 4 (Hauptbahnhof–Hutholz) sowie die Linien der City-Bahn Chemnitz C11, C13, C14 und C15 verbinden den Hauptbahnhof mit der Zentralhaltestelle im Zentrum von Chemnitz. Nachts verkehrt die Nachtbuslinie N11 über den Hauptbahnhof und verbindet ihn mit der Zentralhaltestelle, an der Umsteigemöglichkeiten zu anderen Nachtbussen bestehen.
In der Nähe des Hauptbahnhofes befindet sich der Omnibusbahnhof. Von hier aus verbinden Busse die Stadt mit dem Umland. Einige dieser Linien halten auch am Hauptbahnhof.

### Individualverkehr
Am Bahnhof gibt es zwei Parkplätze: Einen gebührenpflichtigen Kurzzeitparkplatz (zwei Stunden) mit etwa 60 Stellplätzen gegenüber dem Haupteingang und das Parkhaus an der Mauerstraße mit 403 Stellplätzen, welches über den Nachteingang erreicht werden kann.
Neben dem Haupteingang am Bahnhofsvorplatz befinden sich rund 60 unüberdachte Stellplätze für Fahrräder.

## Gedenktafel

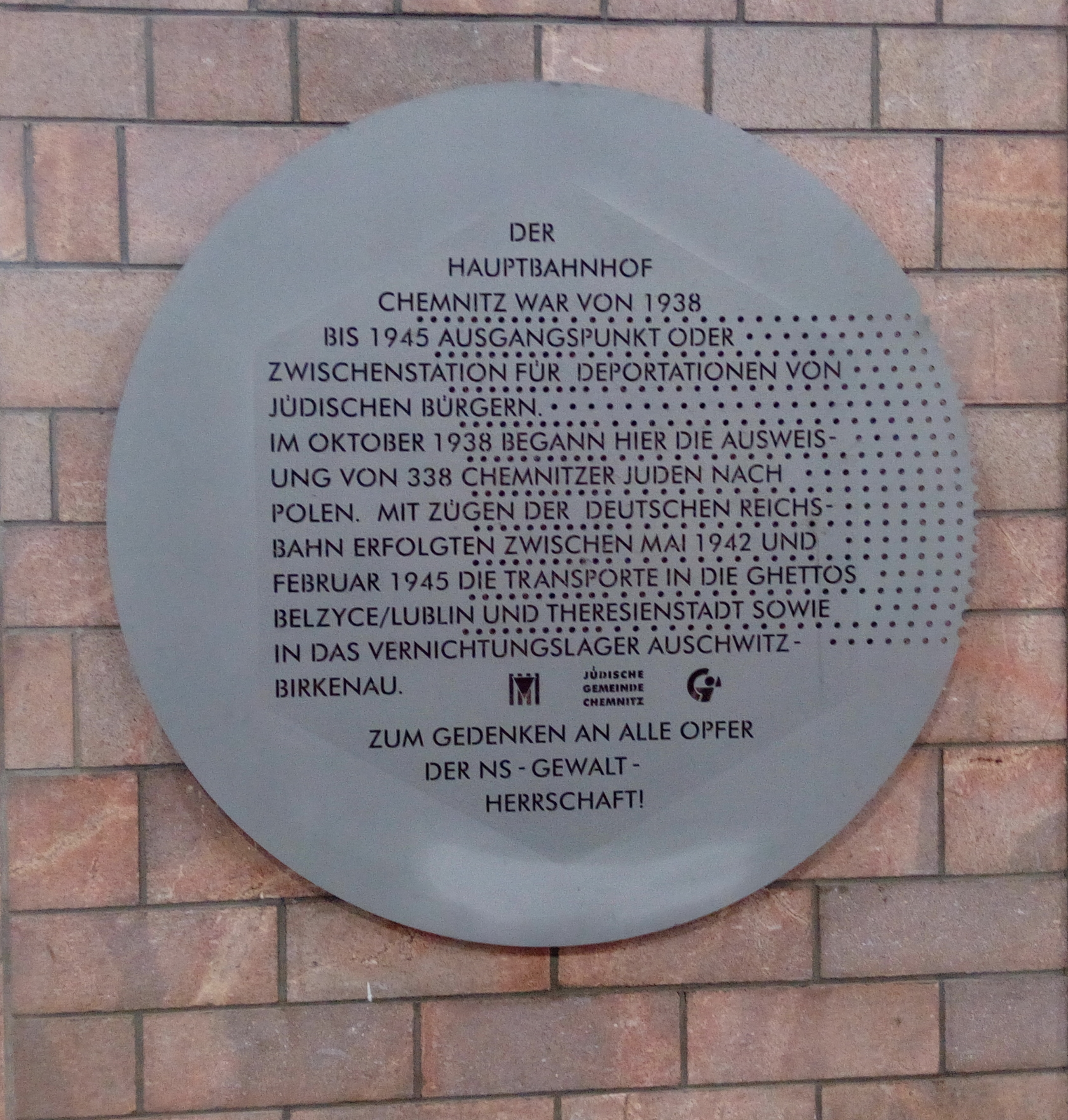
Die Gedenktafel zur Erinnerung an die Deportation der jüdischen Mitbürger

Am 9. November 2015 jährte sich zum 77. Mal die sogenannte Reichskristallnacht. Aus diesem Anlass hängte der Bürgerverein „FUER Chemnitz“ in der Bahnhofshalle eine Gedenktafel auf, die an die Deportation der Chemnitzer jüdischen Bürger in der Zeit von 1938 bis Februar 1945 erinnert.

## Bahnhofsumbau
Mit der Bildung des Verkehrsverbundes Mittelsachsen mit Chemnitz als zentralem Knotenpunkt wird der Chemnitzer Hauptbahnhof auch die Knotenfunktion stärker übernehmen. Bereits mit den Bauarbeiten im Bahnhofsvorfeld zwischen 2003 und 2005 wurde die Schnittstelle zwischen Straßenbahn und City-Bahn sowie die Haltestelle der in das Verbundgebiet verkehrenden Busse neu gestaltet. Der nächste Schritt war die gleisseitige Anbindung der Straßenbahntrasse im Hauptbahnhof (Bahnsteige 1–4). Damit verschwanden die letzten Spuren des schweren Rangierunfalls vom 14. Juni 1983, bei dem die Denkmalslok 75 515 schwer beschädigt wurde.
Zwischen dem 18. Februar 2013 und dem 16. Juni 2014 verkehrten auf dem Gleis 1 die Straßenbahnlinie 2 und auf dem Gleis 2 die Linien 6 und CB 522 in die Bahnhofshalle. Seit dem 16. Juni 2014 verkehrt auf dem Gleise 1 statt der Linie 2 die Linie 4.

### Verknüpfungspunkt des Chemnitzer Modells
Der Chemnitzer Hauptbahnhof erfuhr seit 2009 eine Reihe von Umbauten. Dadurch können auf dem Areal der Bahnsteige 1–4 die Straßenbahn- und Stadtbahnzüge in die Bahnhofshalle einfahren, um eine bessere Umsteigebeziehung zwischen Stadt- und Regionalverkehr zu gewährleisten. Bis zum Jahr 2013 wurden die Gleisanlagen der Chemnitzer Straßenbahn mit dem Gleisnetz der Deutschen Bahn AG verknüpft. Neu gebaut wurden insgesamt 250 Meter Eisenbahnanschlussgleis sowie 900 Meter zweigleisige Straßenbahnstrecke. Im Rahmen des Chemnitzer Modells wurden die infrastrukturellen Voraussetzungen für durchgängige Stadtbahnlinien zwischen der Chemnitzer Innenstadt und dem nördlich und östlich gelegenen Umland geschaffen. Diese Umbauarbeiten wurden mit der dringend nötigen Sanierung der Nordseite des Chemnitzer Hauptbahnhofes verbunden.

### Baumaßnahmen

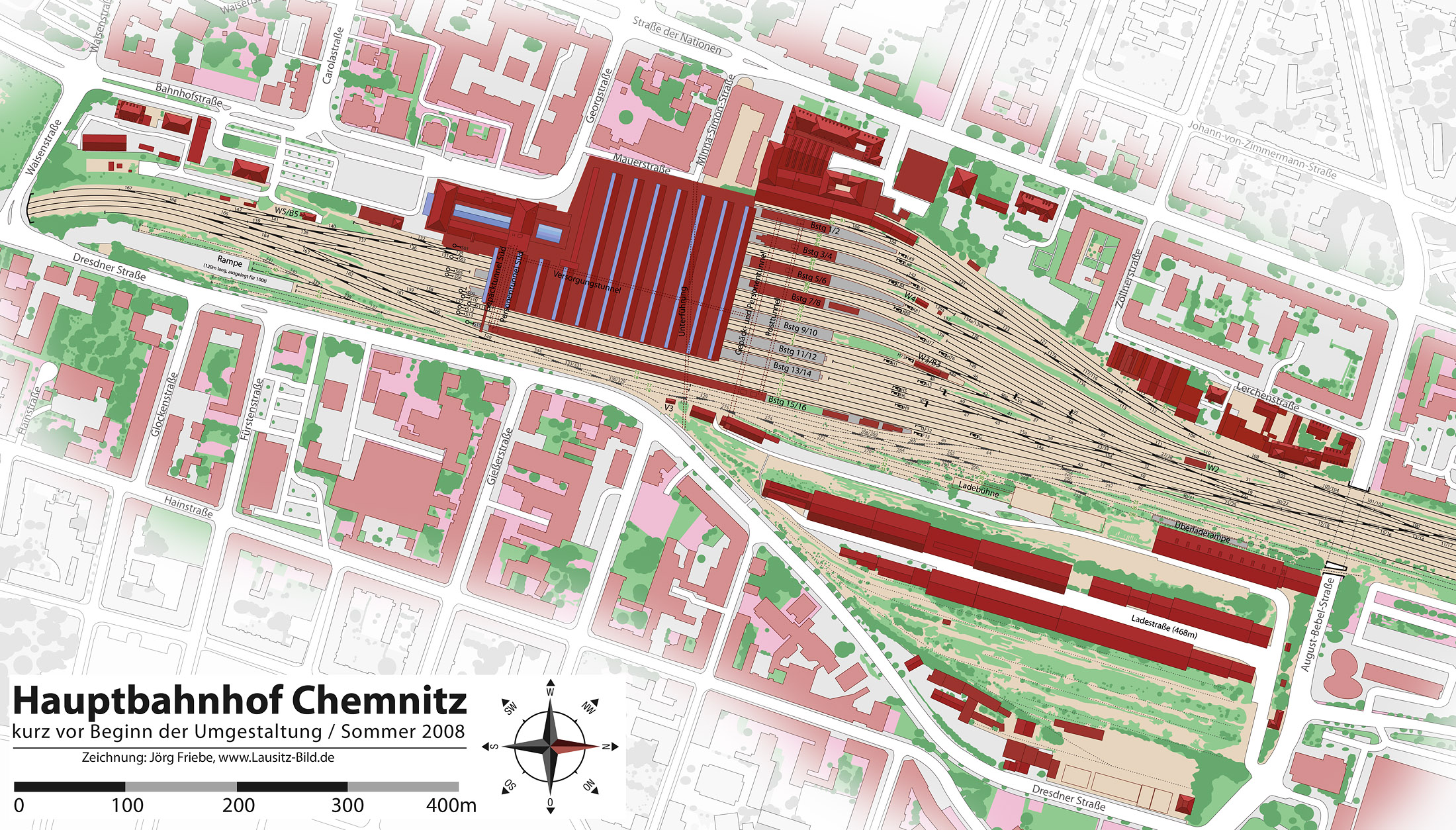
Hauptbahnhof Chemnitz vor dem Umbau

Von 2009 bis 2014 wurde der Chemnitzer Hauptbahnhof modernisiert. Dabei wurden 19 km Gleise und Bahnkörper neu verlegt, 41 Weichen und 7 Eisenbahnüberführungen erneuert, zehn Altstellwerke abgebaut und 21 km Oberleitungsanlagen und 171 Signale errichtet. Auch wurde ein elektronisches Stellwerk errichtet, das im Regelbetrieb von der Betriebszentrale Leipzig aus gesteuert wird. Im Bahnhof selbst wurden Bahnsteige, Lichtanlagen und Beschallungsanlagen modernisiert. In unmittelbarer Nähe zum Bahnhof erneuerte die Stadt die Brücke 'Dresdner Platz'. Seit Oktober 2011 liefen die Arbeiten des Zweckverband Verkehrsverbund Mittelsachsen (ZVMS) zur Verlegung der Straßenbahngleise in den Hauptbahnhof (Chemnitzer Modell). Insgesamt waren Baukosten von 110 Millionen Euro vorgesehen. 20 Millionen Euro wurden dabei vom ZVMS investiert. Ein Ziel des Umbaus war, schnellere Einfahrten in den Hauptbahnhof zu ermöglichen. Durch das Chemnitzer Modell können Züge aus der Umgebung bis ins Chemnitzer Stadtzentrum durchfahren.

### Vorbereitung

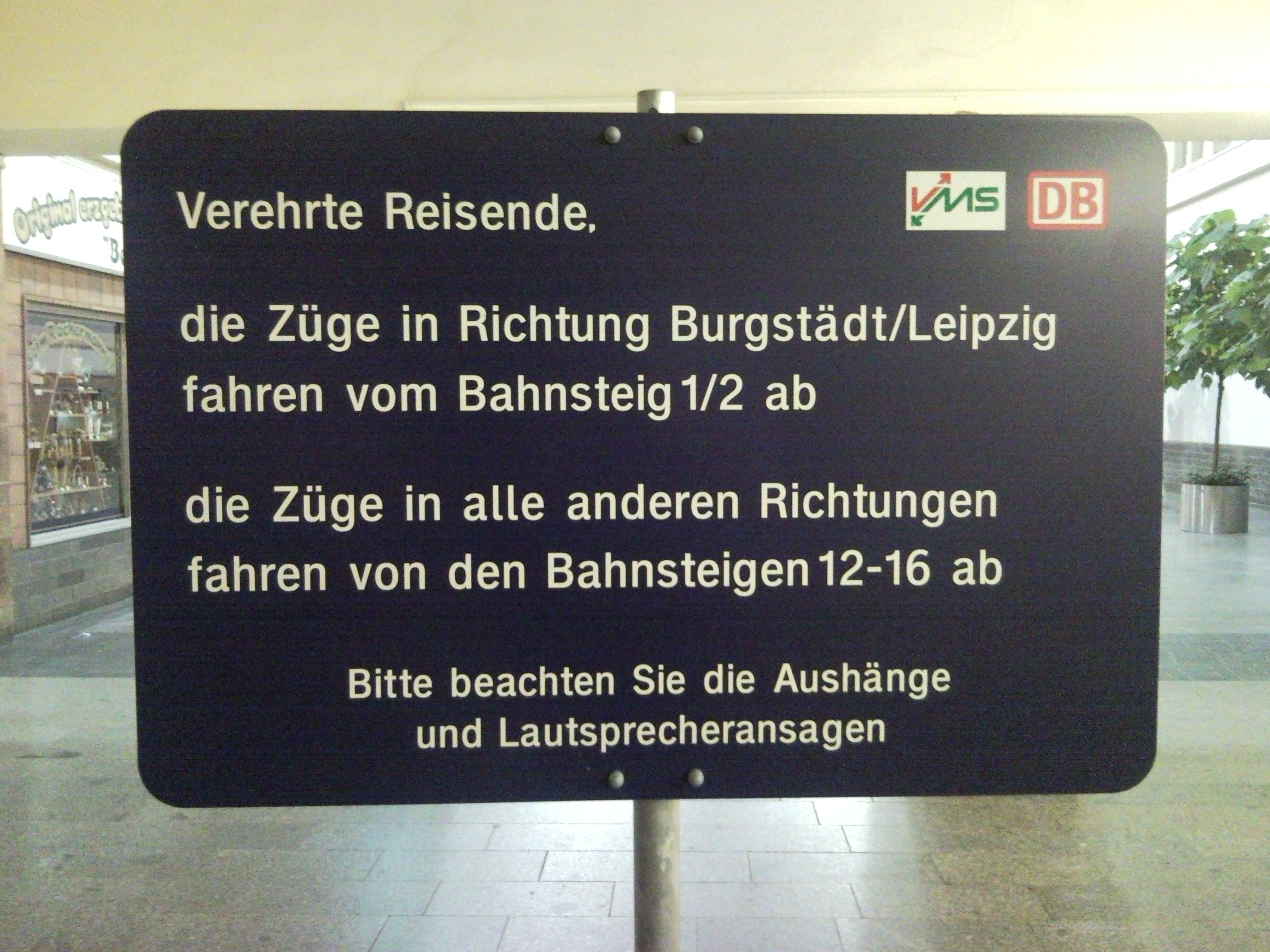
Hinweisschild für die Reisenden (2009)

Ab Herbst 2008 wurden Vorbereitungen zum Umbau des Chemnitzer Hbf getroffen. Dabei wurden im Abschnitt Chemnitz Hbf – Chemnitz Süd die Fahrleitungsanlagen erneuert. Auf dem Gleis der Erzgebirgsbahn nach Aue wurden neue Signale und Schilder aufgestellt. Auch wurden zwischen Chemnitz Hbf und Chemnitz Süd neue Kabeltrassen verlegt. Zum 14. April 2009 begannen wichtige Bauarbeiten am Hauptbahnhof. Dadurch verkehrten viele Linien nur eingeschränkt: Es fanden Taktausdünnungen und Schienenersatzverkehr (SEV) statt. Aufgrund von Bauverzögerungen konnten einige Maßnahmen zeitweise rückgängig gemacht werden – so der SEV der Verstärkungsfahrten nach Mittweida.

### Erster Bauabschnitt

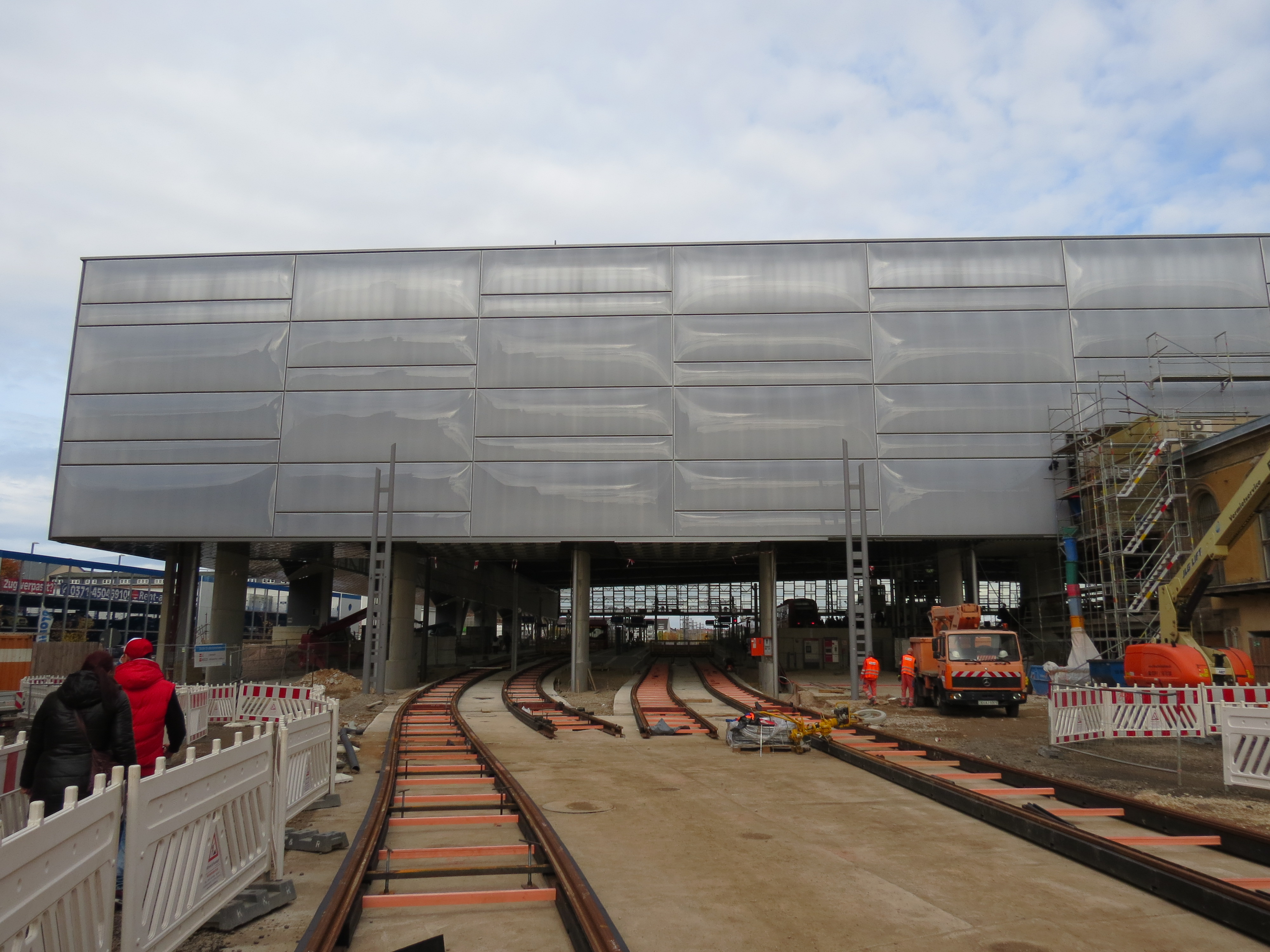
Umbau Querbahnsteig für das Chemnitzer Modell (2013)

Durch fehlende Zulassungen des Eisenbahn-Bundesamts begannen die Bauarbeiten erst im Juli 2009. Trotz des verzögerten Baubeginns wurde der 1. Bauabschnitt im September 2011 plangerecht abgeschlossen. Es wurden die Gleisanlagen und die Entwässerung zu den Bahnsteigen erneuert, der Schotter ausgetauscht und auf Schadstoffe untersucht. In der gesamten Zeit konnten die Bahnsteiggleise 3 bis 11 nicht genutzt werden. Die bisher auf diesen Gleisen verkehrenden Züge hielten an den Bahnsteigen 1/2 und 12 bis 16.
Mitte Januar 2010 begannen die Vorbereitungen zum Umbau der Brücke Dresdner Platz. Um den Straßenverkehr bis zur Fertigstellung 2013 aufrechtzuerhalten, wurde vor dem Abriss der alten Brücke von 1909 eine Behelfsbrücke errichtet.
Die Arbeiten der VMS im Hauptbahnhof (zwischen den Bahnsteiggleisen 2 und 5) begannen im Sommer 2010. Hierbei wurde der gesamte Bahnsteig 3/4 abgebrochen und in 2½ Meter Tiefe eine Stützwand errichtet.

### Totalsperrung 2011
Vom 25. bis zum 31. Oktober 2011 wurde der Chemnitzer Hauptbahnhof teil- bzw. total gesperrt. In dieser Zeit wurden die zuvor neu errichteten Signalanlagen an das elektronische Stellwerk angeschlossen. Seitdem werden die Weichen und Signale der Strecke Dresden–Werdau von der Betriebszentrale Leipzig gesteuert. 12 km neue Gleise, 28 Weichen, 91 Signale und die dazugehörende Fahrleitungsanlage gingen in Betrieb. Das Gleis 28 am Bahnsteig 5 erhielt in diesem Zusammenhang keine Fahrleitung mehr.
Seit dem 31. Oktober 2011 sind die Bahnsteiggleise 5–11 wieder in Betrieb. Gleichzeitig gingen die Bahnsteiggleise 1/2 und 12–16 außer Betrieb.
Das elektronische Stellwerk ersetzt zehn alte Stellwerke.

### Zweiter Bauabschnitt
Ende Oktober 2011 begann der 2. Bauabschnitt mit der Freigabe der erneuerten Bahnsteiggleise 5–11 und der Sperrung der bis dahin genutzten Bahnsteiggleise 1/2 und 12–16. Nach den schon begonnenen Arbeiten des VMS konnten daraufhin auch die Bahnsteiggleise 1/2 und 15/16 abgebaut werden. Am 22. August begann zudem der Abbruch eines Teils des Querbahnsteigs für das Chemnitzer Modell.
Seit dem 27. August 2012 sind die Bahnsteige 12 und 13 wieder für den Zugverkehr von und nach Zwickau/Aue freigegeben. Allerdings bestand zu diesem Zeitpunkt noch nicht die Möglichkeit in Richtung Norden (Flöha/Riesa/Leipzig) auszufahren, da die Gleisanbindung noch nicht hergestellt wurde.
Weiterhin sind seit dem 4. November 2012 wieder beide Streckengleise in Richtung Chemnitz Süd befahrbar. Bedingt durch die Bauarbeiten an der Brücke Dresdner Platz kam es aber in einigen Nächten zu Sperrungen Richtung Zwickau/Aue. Das nicht elektrifizierte Gleis in Richtung Aue war allerdings noch nicht befahrbar.
Im Zuge eines Infrastrukturbeschleunigungsprogramms für Bahnhöfe wurden im Dezember 2012 die Fahrgastinformationsanlagen erneuert und Fallblattanzeiger durch modernere LCD-Anzeiger ersetzt.
Vom 13. bis zum 22. November 2013 war der Abschnitt Chemnitz-Siegmar – Chemnitz Hbf – Niederwiesa voll- bzw. teilgesperrt. Die Züge der Linie RB 30 wurden zwischen Niederwiesa und Chemnitz-Siegmar durch Busse ersetzt. Züge der Linie IRE 1/RE 3 fielen zwischen Niederwiesa und Chemnitz Hbf aus.
Von Donnerstag, 21. November 2013, 4 Uhr bis Freitag, 22. November 2013 0 Uhr bestand um den gesamten Knoten Chemnitz eine Totalsperrung. Züge fuhren nur bis Burgstädt (RE 6), Mittweida (RB 45), Niederwiesa (CBC 516, RB 30, IRE 1, RE 3), Chemnitz-Siegmar (RB 30), Wüstenbrandt (IRE 1, RE 3), Flöha (RB 80, RB 81) und Chemnitz Süd (RB 89).

### Dritter Bauabschnitt

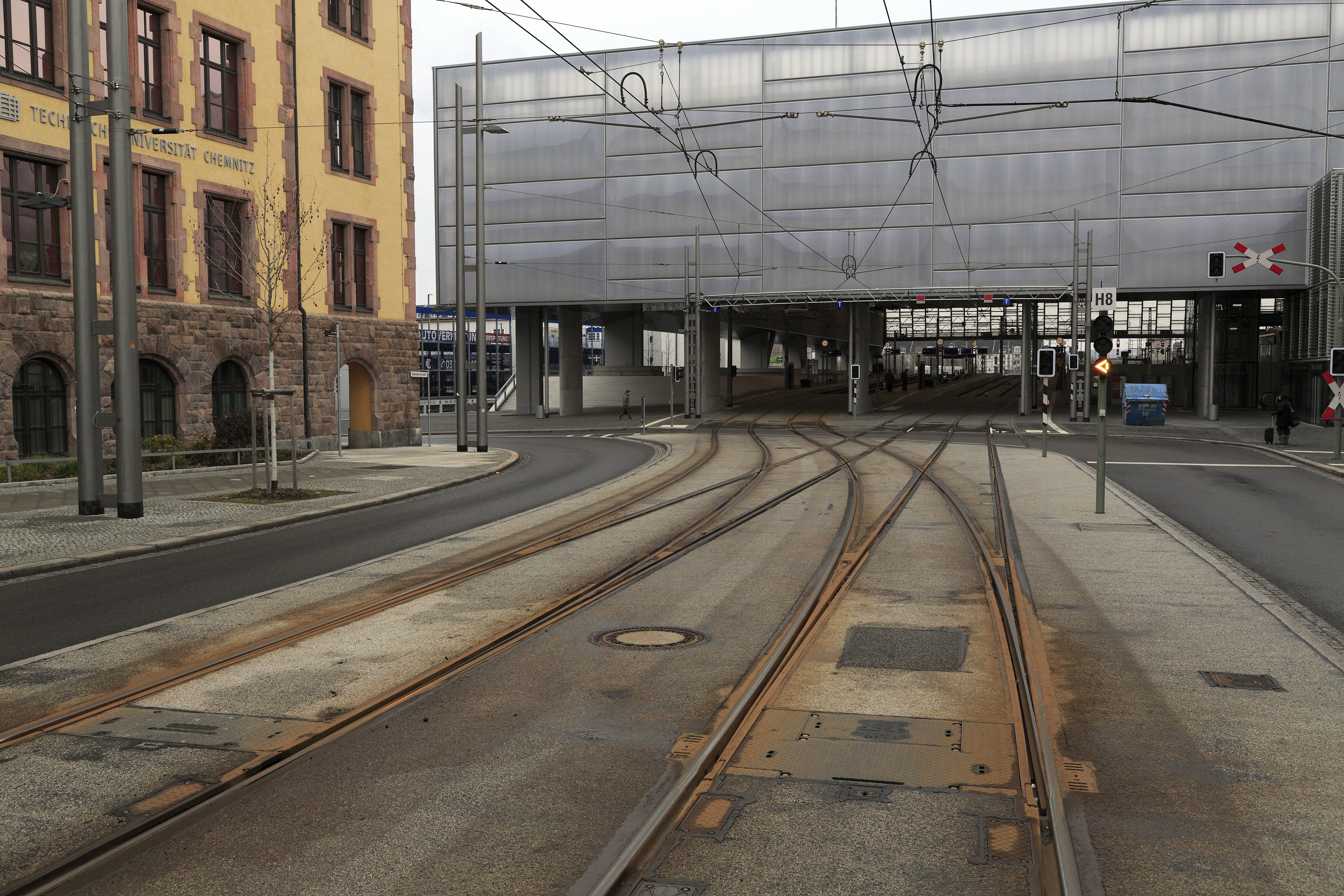
Straßenbahnanschluss in der Bahnhofstraße, links die Wendeschleifengleise, rechts die Verbindung zum Fernbahnnetz, 2015

Ab dem 22. November 2013 gingen die Bahnsteiggleise 12 und 13/14 in Richtung Flöha/Mittweida und Leipzig sowie die Güterzuggleise außerhalb der Bahnsteighalle wieder in Betrieb.
Gleichzeitig wurden die Bahnsteiggleise 10 und 11 sowie das Mittelgleis außer Betrieb genommen, um Bauarbeiten durchzuführen. In Richtung Zwickau stand ab diesem Zeitpunkt nur ein Gleis zur Verfügung. Diese Bauarbeiten bestanden im Allgemeinen daraus, die provisorischen Gleisführungen der Bauphase zum endgültigen Gleisplan umzugestalten. So wurde das bis dahin als Stumpfgleis aus Richtung Zwickau geführte Mittelgleis nun auch in Richtung Norden angebunden, sowie die drei Bögen am nördlichen Ende von Gleis 10, die bis dahin der Umfahrung des nun abgebrochenen Stellwerks dienten, begradigt.
Alle Bauarbeiten wurden 2014 fertiggestellt. Somit sind seitdem alle Gleise ausnahmslos wieder befahrbar. Lediglich die Übergangsgleise 3 und 4 für die Züge des Chemnitzer Modells blieben bis 2016 ungenutzt, da die notwendigen Fahrzeuge der Bauart Citylink nicht eher zur Verfügung standen. Neben den Gleisanlagen wurde 2014 ebenfalls die Seitenfassade des Hauptgebäudes in Richtung der Technischen Universität erneuert. Zwischen Gleich- und Wechselspannungsnetz blieb eine Fahrdrahtlücke, Systemtrennstellen wurden vorerst nicht eingerichtet. Ihre Nachrüstung war jedoch mit Aufstellung der erforderlichen Fahrleitungsmasten vorbereitet. Im Jahr 2021 wurden die beiden Fahrleitungslücken schließlich geschlossen. Genutzt werden können sie jedoch erst mit der Inbetriebnahme der Zweikrafttriebwagen für die Chemnitzbahn. In diesem Zusammenhang wurde auch das Gleis 28 am Bahnsteig 5 wieder mit Fahrleitung überspannt.

### Neuer Zugang von der Dresdner Straße

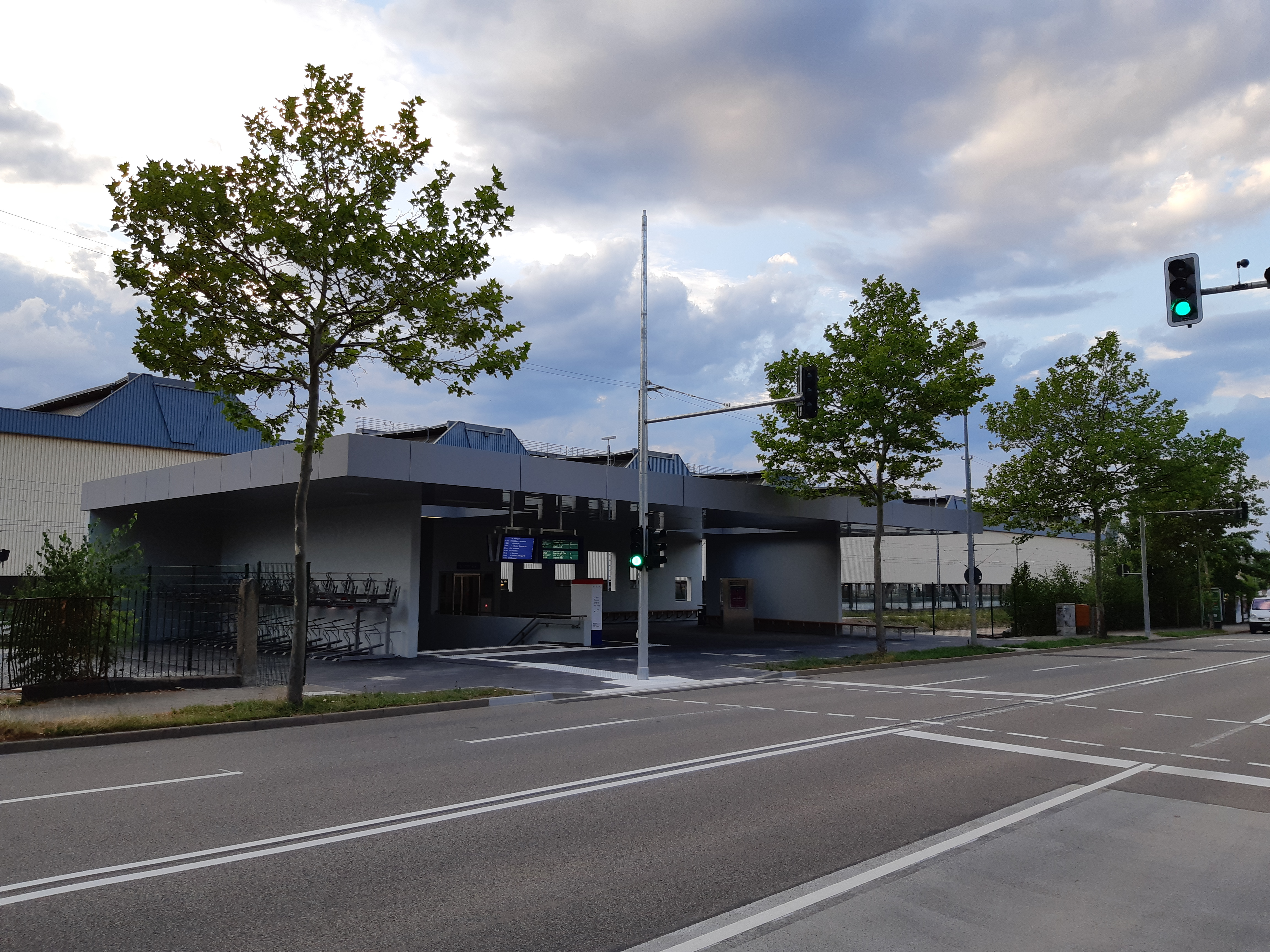
Portal des neuen Zugangs zum Hauptbahnhof von der Dresdner Straße am Tag der Eröffnung (August 2020)

Am 21. August 2020 wurde ein weiterer Zugang zum Hauptbahnhof eröffnet. In fünfzehn Monaten Bauzeit wurde in Verlängerung des zuvor bereits bestehenden Bahnsteigtunnels der sogenannte „Zugang Ost“ zur Dresdner Straße, Höhe Gießerstraße, geschaffen. Er stellt eine direkte Verbindung zwischen den öffentlichen Bahnhofsbereichen und dem Stadtteil Sonnenberg her. Am Zugang wurde die Haltestelle „Hauptbahnhof, Dresdner Str.“ für die innerstädtischen Buslinien 21 und 31 eingerichtet. Die Gesamtkosten des neuen Zugangs betrugen rund 4 Millionen Euro, davon wurde rund die Hälfte mit Fördermitteln bestritten, den Rest trug die Stadt Chemnitz. Die Tunnelverlängerung zur Dresdner Straße mit Treppe und Aufzug sowie oberirdischen Fahrradabstellplätzen war ein Projekt der Stadt Chemnitz auf Basis eines Gestattungsvertrages mit der DB Netz AG.
Vom 6. April bis zum 2. November 2021 wurde auch der 1889 eröffnete, „Bazillenröhre“ genannte Fußgängertunnel zwischen der Dresdner Straße und der Mauerstraße saniert.